# Inmigración en el Perú
La inmigración en el Perú es una actividad que se ha producido desde la época del Virreinato, con españoles, africanos y asiáticos, a lo largo de su época republicana y hasta nuestros días, con los movimientos migratorios más importantes de América Latina (principalmente Venezuela, Ecuador y Colombia), Asia (sobre todo de Japón, China y Corea del Sur) y Europa (en su mayor parte España, Italia, Francia y Alemania).
En el Perú se encuentran diversas comunidades de ascendencia de diversos países europeos, principalmente debido a que se trató de una migración por lazos familiares, vecinales y de amistad, ocurrido desde mediados del Virreinato del Perú. Los migrantes llegaban como prestadores de servicios, profesionales, comerciantes e inversores al próspero virreinato y, después de la proclamación de independencia, a la república.
Los europeos que llegaron al Perú tomaron posiciones importantes en la vida económica peruana aunque sin llegar a penetrar en las élites. Hubo miembros de la burguesía europea que llegaron como empleados de las grandes casas comerciales de Europa, si bien algunos estuvieron de paso, otros tantos formaron familias con mujeres peruanas radicando definitivamente en el Perú.
Según Giovanni Bonfiglio, los peruanos que tienen algún ancestro directo de la inmigración de los siglos XIX y XX, principalmente, europea no-hispánica, y en menor medida del resto del continente americano podrían representar alrededor del 7% del total nacional. Este segmento se halla en todo el país, mayormente en Lima y principales centros urbanos del país. No existen cifras exactas sobre el número de entradas de españoles durante el virreinato, aunque podría calcularse el ingreso de 250 mil personas sin contar las entradas graduales de moros cristianizados, italianos, portugueses y algunos serbocroatas, aunque en menor medida. Durante los siglos XIX y siglo XX se calcula que ingresaron cerca de 150 mil europeos al país, asimismo una considerable entrada de chinos y japoneses. Sin embargo, buena parte de ellos retornaron a su país. Los africanos ingresaron durante los primeros años del virreinato, debido a su condición de esclavos buena parte murieron. Del total de las migraciones se calcula que poco más del 90% se asentaron definitivamente en territorio nacional, promedio mayor que la media sudamericana del 60%. A su vez, la población peruana descendiente de europeos no hispanos directos e indirectos principalmente de origen italiano, portugués, francés, alemán, británico, croata, turco, estadounidense, polaco, judío asquenazi y otros grupos menores.

## Inmigración en el Perú según la nacionalidad de origen
| Inmigración en el Perú según la nacionalidad de origen | Inmigración en el Perú según la nacionalidad de origen | Inmigración en el Perú según la nacionalidad de origen | Inmigración en el Perú según la nacionalidad de origen | Inmigración en el Perú según la nacionalidad de origen |
| N.º                                                    | País                                                   | Cantidad                                               | Año                                                    | Fuente                                                 |
| ------------------------------------------------------ | ------------------------------------------------------ | ------------------------------------------------------ | ------------------------------------------------------ | ------------------------------------------------------ |
| 1.°                                                    | Venezuela                                              | 1 719 882 venezolanos                                  | 2024                                                   | [ 4 ]                                                  |
| 2.º                                                    | Colombia                                               | 89 610 colombianos                                     | 2025                                                   | [ 5 ]                                                  |
| 3.º                                                    | Ecuador                                                | 23 809 ecuatorianos                                    | 2025                                                   | [ 5 ]                                                  |
| 4.º                                                    | China                                                  | 21 774 chinos                                          | 2025                                                   | [ 5 ]                                                  |
| 5.º                                                    | Argentina                                              | 20 773 argentinos                                      | 2025                                                   | [ 5 ]                                                  |
| 6.º                                                    | Chile                                                  | 18 228 chilenos                                        | 2025                                                   | [ 5 ]                                                  |
| 7.º                                                    | Bolivia                                                | 14 982 bolivianos                                      | 2025                                                   | [ 5 ]                                                  |
| 8.º                                                    | Estados Unidos                                         | 14 547 estadounidenses                                 | 2025                                                   | [ 5 ]                                                  |
| 9.º                                                    | Brasil                                                 | 13 452 brasileños                                      | 2025                                                   | [ 5 ]                                                  |
| 10.º                                                   | España                                                 | 12 112 españoles                                       | 2025                                                   | [ 5 ]                                                  |
| 11.º                                                   | Cuba                                                   | 8 557 cubanos                                          | 2025                                                   | [ 5 ]                                                  |
| 12.º                                                   | México                                                 | 7 990 mexicanos                                        | 2025                                                   | [ 5 ]                                                  |
| 13.º                                                   | Italia                                                 | 5 117 italianos                                        | 2025                                                   | [ 5 ]                                                  |
| 14.º                                                   | Alemania                                               | 3 595 alemanes                                         | 2025                                                   | [ 5 ]                                                  |
| 15.º                                                   | Francia                                                | 3 529 franceses                                        | 2025                                                   | [ 5 ]                                                  |
| 16.º                                                   | Corea del Sur                                          | 2 387 surcoreanos                                      | 2025                                                   | [ 5 ]                                                  |
| 17.º                                                   | Reino Unido                                            | 2 355 británicos                                       | 2025                                                   | [ 5 ]                                                  |
| 18.º                                                   | Uruguay                                                | 2 275 uruguayos                                        | 2025                                                   | [ 5 ]                                                  |
| 19.º                                                   | República Dominicana                                   | 1 903 dominicanos                                      | 2025                                                   | [ 5 ]                                                  |
| 20.º                                                   | Japón                                                  | 1 789 japoneses                                        | 2025                                                   | [ 5 ]                                                  |
| 21.º                                                   | Paraguay                                               | 1 607 paraguayos                                       | 2025                                                   | [ 5 ]                                                  |
| 22.º                                                   | Belice                                                 | 1 605 beliceños                                        | 2025                                                   | [ 5 ]                                                  |
| 23.º                                                   | Canadá                                                 | 1 572 canadienses                                      | 2025                                                   | [ 5 ]                                                  |
| 24.º                                                   | India                                                  | 938 indios                                             | 2022                                                   | [ 6 ]                                                  |
| 25.º                                                   | Rusia                                                  | 916 rusos                                              | 2022                                                   | [ 6 ]                                                  |
| 26.º                                                   | Australia                                              | 857 australianos                                       | 2022                                                   | [ 6 ]                                                  |
| 27.º                                                   | Países Bajos                                           | 772 neerlandeses                                       | 2022                                                   | [ 6 ]                                                  |
| 28.º                                                   | Portugal                                               | 770 portugueses                                        | 2022                                                   | [ 6 ]                                                  |
| 29.º                                                   | Guatemala                                              | 715 guatemaltecos                                      | 2022                                                   | [ 6 ]                                                  |
| 30.º                                                   | Suiza                                                  | 701 suizos                                             | 2022                                                   | [ 6 ]                                                  |
| 31.º                                                   | Costa Rica                                             | 613 costarricenses                                     | 2022                                                   | [ 6 ]                                                  |
| 32.º                                                   | Bélgica                                                | 596 belgas                                             | 2022                                                   | [ 6 ]                                                  |
| 33.º                                                   | Honduras                                               | 588 hondureños                                         | 2022                                                   | [ 7 ]                                                  |
| 34.º                                                   | El Salvador                                            | 584 salvadoreños                                       | 2022                                                   | [ 6 ]                                                  |
| 35.º                                                   | Filipinas                                              | 536 filipinos                                          | 2022                                                   | [ 7 ]                                                  |
| 36.º                                                   | Vietnam                                                | 496 vietnamitas                                        | 2022                                                   | [ 6 ]                                                  |
| 37.º                                                   | Panamá                                                 | 431 panameños                                          | 2022                                                   | [ 6 ]                                                  |
| 38.º                                                   | Nicaragua                                              | 426 nicaragüenses                                      | 2022                                                   | [ 6 ]                                                  |
| 39.º                                                   | Polonia                                                | 387 polacos                                            | 2022                                                   | [ 6 ]                                                  |
| 40.º                                                   | Ucrania                                                | 350 ucranianos                                         | 2022                                                   | [ 6 ]                                                  |
| 41.º                                                   | Rumania                                                | 318 rumanos                                            | 2022                                                   | [ 6 ]                                                  |
| 42.º                                                   | Turquía                                                | 279 turcos                                             | 2022                                                   | [ 6 ]                                                  |
| 43.º                                                   | Austria                                                | 263 austriacos                                         | 2022                                                   | [ 6 ]                                                  |
| 44.º                                                   | Israel                                                 | 263 israelíes                                          | 2022                                                   | [ 6 ]                                                  |
| 45.º                                                   | Suecia                                                 | 249 suecos                                             | 2022                                                   | [ 6 ]                                                  |
| 46.º                                                   | Noruega                                                | 240 noruegos                                           | 2022                                                   | [ 6 ]                                                  |
| 47.º                                                   | Sudáfrica                                              | 201 sudafricanos                                       | 2022                                                   | [ 7 ]                                                  |
| 48.º                                                   | Pakistán                                               | 194 pakistaníes                                        | 2022                                                   | [ 6 ]                                                  |
| 49.º                                                   | Egipto                                                 | 177 egipcios                                           | 2022                                                   | [ 6 ]                                                  |
| 50.º                                                   | Irlanda                                                | 173 irlandeses                                         | 2022                                                   | [ 6 ]                                                  |
| 51.º                                                   | Dinamarca                                              | 172 daneses                                            | 2022                                                   | [ 6 ]                                                  |
| 52.º                                                   | Nueva Zelanda                                          | 171 neozelandeses                                      | 2022                                                   | [ 6 ]                                                  |
| 53.º                                                   | Tailandia                                              | 164 tailandeses                                        | 2022                                                   | [ 6 ]                                                  |
| 54.º                                                   | República de China                                     | 164 taiwaneses                                         | 2022                                                   | [ 6 ]                                                  |
| 55.º                                                   | Indonesia                                              | 160 indonesios                                         | 2022                                                   | [ 6 ]                                                  |
| 56.º                                                   | Serbia                                                 | 160 serbios                                            | 2022                                                   | [ 6 ]                                                  |
| 57.º                                                   | Hungría                                                | 110 húngaros                                           | 2022                                                   | [ 6 ]                                                  |
| 58°                                                    | Marruecos                                              | 110 marroquíes                                         | 2022                                                   | [ 6 ]                                                  |
| 58.º                                                   | Bulgaria                                               | 109 búlgaros                                           | 2022                                                   | [ 6 ]                                                  |
| 57.º                                                   | Haití                                                  | 105 haitianos                                          | 2021                                                   | [ 8 ]                                                  |
| 60.º                                                   | Finlandia                                              | 94 finlandeses                                         | 2021                                                   | [ 8 ]                                                  |
|                                                        | Otros países                                           | 3 899 extranjeros                                      | 2025                                                   | [ 6 ]                                                  |
|                                                        | Todos los países                                       | 2 198 961 extranjeros                                  | 2025                                                   | [ 6 ]                                                  |

## Inmigración durante la colonia

### Corriente colonizadora española
Hasta el siglo XVI los españoles no superaban los 200 mil en toda América, de los cuales poco más del 30% fueron andaluces, un 28% fueron de Extremadura y Castilla-La Mancha, y un 39% fueron de León y Castilla La Vieja. Durante este periodo también ingresaron algunos españoles del norte, judíos, lusitanos, genoveses, sicilianos, napolitanos, alemanes (incluido austríacos), griegos y flamencos. En este periodo el carácter de las sociedades americanas estuvo marcado por la influencia extremeña y andaluza.
Durante el siglo XVI, el Virreinato del Perú fue el principal polo de atracción para españoles en América, a tal punto que del 100% de españoles arribados al llamado Nuevo Mundo, el 36% lo hacía hacia el Perú virreinal.
Entre 1500 y 1550 el 38% de los españoles en el Virreinato del Perú fueron andaluces, el 26.7% de Castilla, el 14.7% de Extremadura, el 7.6% de León y el 0.8% de Asturias y Galicia. Desde 1550 en adelante se incrementa el número porcentual de extremeños y castellanos en desmedro del porcentaje de andaluces. Ya durante el siglo XVII el porcentaje de inmigración hacia el Virreinato del Perú disminuye aumentando el flujo hacia Nueva España.

A partir de los siglos XVII y XVIII, y a pesar de las penurias y peligros que representaba el viaje transoceánico en esas épocas, muchos españoles arribaban a Sevilla para embarcarse rumbo al Nuevo Mundo; en la mayoría de los casos se trataba de familiares de españoles ya asentados en América, otros tantos animados por declaraciones de aquellos que regresaban del Nuevo Mundo hacia España. Al mismo tiempo las leyes fueron endureciéndose hasta tal punto que se limitaba el ingreso de protestantes, judíos y moros, pues se les consideraba una influencia negativa para los americanos a quienes se les consideraba todavía débiles en la fe; también se prohibió el ingreso de aquellos que recién se convertían a la fe católica, los gitanos y los sentenciados por el Santo Oficio. A pesar de estas prohibiciones, algunos sí lograron afincarse en América.

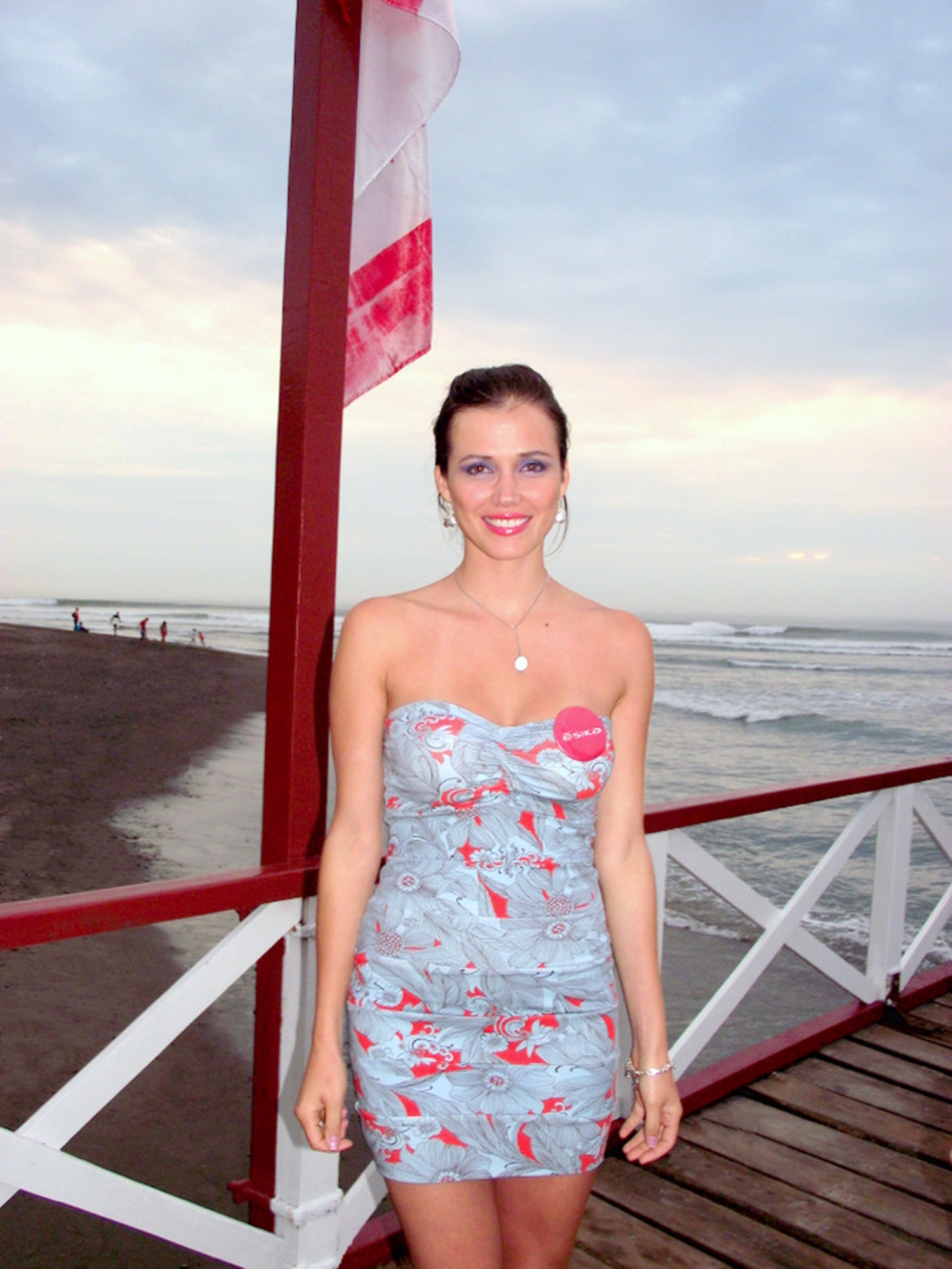
La ex Miss Mundo y conductora María Julia Mantilla, es descendiente de los primeros conquistadores que se asentaron en Trujillo.

#### Inmigración morisca
Durante el primer siglo de colonización española, hubo un flujo migratorio de moriscos (exmusulmanes españoles Cristiano nuevo, incluido hispano-bereberes), siendo registrados en las partidas bautismales de 1538 a 1548 o en actos notariales de 1550 a 1560. La primera ola fue conformada en su gran mayoría por esclavas blancas tras la Reconquista de Granada (por lo menos unas 300 mujeres para 1549), ayudando a suplir la escasez de mujeres españolas en los primeros tiempos de conquista (en 1537 había en Lima 380 españoles, de las que solo 14 eran mujeres), así como de la mayoría masculina de esclavos negros; siendo los esclavos moros mucho más cotizados (incluso entre la Nobleza indígena) y con precios más elevados que los negros. Aunque también hubo moriscos libres que entraron como mano de obra con permiso especial del Rey (pues oficialmente estaba prohibido legalmente la participación de moriscos en la empresa cristiana de la conquista, por miedo a que sean Musulmanes en secreto). Se daría una segunda ola durante la Unión ibérica por medio de los musulmanes portugueses y también de espías al servicio del Imperio otomano. Se asentaron en su gran mayoría en la costa peruana, cuyo clima desértico era muy semejante al del Desierto de Arabia.

“Muchas esclavas blancas habían pasado a América y ellas participaron en la verdadera Conquista del Perú de 1532 a 1535”
James Lockhart (El mundo hispánico-peruano. 1535-1560)

La comunidad morisca llegó a exportar su Bioma (como Camellos y Palmeras) la Arquitectura morisca y Arte mudéjar con influencias Árabes (en materia de patios, zaguanes, rejas, balcones, adornos), así como expresiones con influencia de rasgos islámicos culturales en el criollismo (sobre todo en la gastronomía dulce con postres como la Mazamorra morada, el Alfajor o el Turrón de Doña Pepa), además de algunos aportes en Misticismo. Con el paso del tiempo muchos esclavos moriscos lograron conseguir su libertad por medio de enlaces matrimoniales (usualmente Encomenderos u Oidores) o por prestar muy buenos servicios a sus empleadores, y solían ascender a las mejores condiciones sociales de la época (como los casos de Cristóbal de Burgos, Beatriz Salcedo, etc.), llegando muchos a regresar a España en vez de quedarse permanentemente en Perú. Sin embargo, es probable que esta minoría morisca camuflada haya sufrido de discriminación, puesto que para el siglo XVII la palabra "morisco" se refería al hijo de un español y de una mestiza mulata (teniendo 3/4 de sangre blanca y 1/4 de sangre negra en la Casta).

Debidamente sustentada la presencia de la mujer morisca en la primera época de la Conquista del Perú, estimamos del caso mencionar algunos de sus aportes culturales que han dejado huella en la Historia del Perú. En este recuento de información advertimos que el desarrollo de sus actividades en Indias, que se inician bajo la denominación de “esclava blanca”, tiene un destino muy diferente al de sus congéneres de condición, mas no de raza. De las labores domésticas pasan a las de administradoras de bienes, consejeras del amo, madre de sus hijos, libertas con un mayor desenvolvimiento en el medio social, para finalmente regresar a España en condiciones ampliamente superadas. Todo este conjunto de hechos determinó que su contribución, a través de diversos aportes culturales, fuese también de mayor aceptabilidad. El ejemplo más evidente lo constituye la moda en el vestir. Según se dice, Lima nace observando el paso gracioso de damas cubiertas, al más típico estilo musulmán, dejando entrever solamente un ojo. Esta moda denominada “tapada” fue criticada en los primeros años del Virreinato. Dícese que el intento de un Virrey por hacer desaparecer esta forma de vestir no tuvo éxito cuando le advirtieron que su propia esposa gustaba vestirse de tapada. Esta vestimenta, que perduró hasta mediados del siglo pasado, se identifica con la ciudad de Lima, pero su origen morisco es preciso reconocerlo.
La cocina es otro renglón importante donde plasmaron su buen gusto. En la variada cocina peruana actual se aprecian rasgos orientales en su preparación y presentación. Ello es más evidente en los dulces y pastelería, que causan admiración a los viajeros árabes por la similitud con sus gustos.
El análisis de estos aportes podría continuar con el folklore, donde pese a las prohibiciones de la Inquisición, se filtraron tonadas y danzas moriscas. También ellas, que actuaron en forma abierta respecto a su identificación de origen, debieron asesorar al artesano morisco o al español, y más tarde al indio, para legarnos tantas expresiones, hasta hoy visibles, en materia de patios, zaguanes, rejas, balcones, adornos, que han perdurado a pesar de que ellas, las inspiradoras, ya no estaban presentes. Las casonas de Lima de los siglos XVI al XVIII conservan elementos propios de una arquitectura islámica que han sorprendido a viajeros europeos que recorrieron el Perú desde 1580, como es el caso del italiano Carletti. Y en cuanto a las construcciones religiosas, el estilo morisco y mudéjar, lejos de desvanecerse con el tiempo, se acentuaron. Tal es el caso, que llega a oídos de Carlos III esta realidad, que lo induce a firmar una Pragmática mediante la cual recomienda a la Iglesia no dejarse llevar por arquitecturas que nada tienen que ver con nuestra Santa Religión.
Jaime Cáceres Enríquez

### Movimientos migratorios europeos durante el Virreinato del Perú
Durante el virreinato del Perú el flujo migratorio desde Europa hacia el llamado Nuevo Mundo estuvo a cargo de la Casa de contratación de Sevilla; esta institución debió encargarse del registro de los viajeros pero en la práctica no todos los españoles que obtenían permiso para viajar a América lo hicieron, así como no todos los que arribaron a América tenían permiso para hacerlo.
Durante el periodo colonial del territorio peruano, la presencia de extranjeros procedentes de imperios antagónicos a España fue casi inexistente y no llegaron a constituir minorías importante, como es el caso de los extranjeros procedentes de Inglaterra, Francia y Holanda. Hay que destacar también que el término «extranjero», fue muy difuso durante el periodo imperial español que incluía Hispanoamérica, Filipinas, Sicilia, Milán, Alemania, Flandes, Portugal y las colonias griegas.Durante la época de la Unión Ibérica (1580-1640), en el Perú se dio un aumento en la circulación de pueblos asiáticos como Chinos, Japoneses, así como Hindúes e Indonesios de la India portuguesa, además de africanos negros, por medio de las rutas navales del Imperio portugués en las Indias Orientales, destacando los comerciantes portugueses de origen judío (quienes eran el mayor número de extranjeros con permiso de la Corona de Castilla para comerciar en los Reynos del Perú) como un sector mercantil clave en el comercio peruano colonial (dominando el tráfico negrero y el comercio de vestimentas chinas). Usualmente los chinos y japoneses se asentaban en el puerto de El Callao para el trabajo de carpintería de barcos o en tiendas artesanales de Lima, mientras que los hindúes e indonesios terminaban siendo esclavos o criados de la burguesía colonial. Un chino llamado Juan Pablo destacó en la construcción de El Puente de Piedra de Lima en el año 1608.
El mayor flujo de judíos sefardíes durante el Virreinato se produjo el periodo de persecución judía que desarrolló el reino de Portugal y España, estos judíos dejaron su religión debido a la intolerancia religiosa que se vivía en aquella época. Muchos de los sefardíes que llegaron al Perú en la época colonial eran conversos; casi todos ellos fueron asimilados por la población cristiana en general y muchos de sus descendientes están en la sierra norte del Perú y la selva alta cercana a ella, incluyendo la conexión con Ecuador.
Para el año 1792, del total de españoles en el Virreinato del Perú, el 42% se concentraba en Lima, Arequipa y Cusco.

### Movimientos migratorios asiáticos durante el Virreinato del Perú
Durante la época virreinal, fue muy frecuente la llegada de personas asiáticos, en su mayoría provenientes de Asia Oriental (especialmente por medio de la Filipinas española) y del Subcontinente indio (por medio de la Goa portuguesa). Se tuvo registro de la aparición significativa de “gente de la Yndia y de la China y otras muchas mesclas y mixturas”  que participaban en el Contrabando en América, bajo la permisividad de las autoridades portuarias del Perú (sobre todo el Callao) que estaban excluidos por ley del comercio transpacífico directo por la ruta en el Galeón de Manila (un Monopolio comercial español exclusivo de Acapulco). Aunque también se tuvo registro de "indios chinos" (un término flexible que incluía a habitantes con rasgos mongoloides de todas las "Indias Orientales" y no necesariamente a la Etnia han) que llegaban al Perú desde México como comerciantes del tráfico mercantil legal entre Manila, Acapulco y el Callao. Se sabe que estos comerciantes asiáticos introdujeron alfombras de la India, seda de la China, jarrones del Japón, mantones de Manila de las Filipinas, especies de las Islas Molucas (actual Indonesia), etc que fueron bienes muy demandados por las elites peruanas. Según el Padrón de indios en Lima de 1613, se tuvo registrado a unos 114 indios “de La China y el Xapón e India de Portugal” habitando de manera permanente en la ciudad y con alta actividad social, lo cual le brindo una fama a Lima de ser una ciudad cosmopolita habitada por gentes de origen muy diverso durante el siglo XVII, en medio de la Pax Hispanica y siendo un tópico muy resaltado por la literatura del Siglo de Oro. Se sabe además que dentro de este flujo migratorio asiático hubo pobladores filipinos, malayos, indonesios, birmanos, camboyanos e indostanos, pero las investigaciones al respecto han sido minimizadas por la migración sino-japonesa más reciente de la era republicana.

Precisamente, llama la atención encontrar en los documentos virreinales la denominación de “indio chino”, cuya primera impresión sugiere a población  natural de la China, surgiendo inmediatamente un conflicto cognitivo en   nuestro conocimiento, acostumbrados como estábamos a creer que los primeros chinos llegaron al Perú en el siglo XIX. Pero,por otro lado, si eran de la China porque la denominación de indios. Aunque esta última cuestión, encuentra una rápida respuesta, si tenemos en cuenta que,en la mentalidad de los españoles del siglo XVII, la China era parte de las “Indias Orientales” y por lo tanto sus pobladores caían dentro de la nomenclatura de indios. (...) 
Resulta pues necesario, una investigación que aporte mayores datos sobre la presencia de estos “indios chinos” en Lima del siglo XVII, precisando los motivos por los que vinieron o fueron traídos, sus lugares de origen, las actividades que realizaban, sus relaciones con los demás habitantes de la ciudad, y tantos otros aspectos que su sola presencia en Lima implican
Alcántara y Montero, Migraciones: Memoria del 56 Congreso Internacional de Americanistas, Alcántara y Montero (2018)

## La inmigración durante la época republicana
Según Giovanni Bonfiglio, el intento de atraer inmigrantes al Perú fue un interés constante en la política de todos los gobiernos ubicados entre la independencía y las primeras décadas del siglo XX. Bonifiglio señala que la historia de la inmigración en el Perú republicano puede dividirse según la política de inmigración del Estado.
Un primer período se sitúa entre los años 1830 y 1850. En ese entonces el Estado buscaba, de acuerdo a la ideología liberal, intemacionalizarse y poblar sus extensos y aún poco conocidos territorios nacionales. Para ello se dieron varios dispositivos legales que favorecer la inmigración-colonización. Estas facilidades no evidencian proyectos concretos de inmígración, sino simplemente tentativas para poblar zonas de colonización de la selva que no estuvieron acompai'ladas de acciones prácticas y consecuentes con los intereses del Estado. El siguiente período es el de 1850-1880. La expansión de la economía nacional promovida por el comercio del guano dio lugar a la aparición de nuevas actividades para las cuales se requería urgentemente de fuerza de trabajo. Sin embargo, lejos de darse una inmigración europea, los trabajadores que fmalmente ingresaron al Perú fueron los "culíes chinos".
El auge de las exportaciones del guano coincide con el incremento del porcentaje de población extranjera en la capital peruana. Hacia 1857, Lima llegó a tener un 23% de extranjeros. La crisis posterior y el agotamiento del guano se reflejó en una disminución de los extranjeros a tal punto que en 1876 los extranjeros representaban el 18.6%; a partir de ahí el flujo de extranjeros en Lima no se repuso hasta principios del siglo XX cuando la economía peruana logra recomponerse.
A pesar de esto la tendencia fue la disminución gradual de la inmigración extranjera. En 1908 los extranjeros constituían el 9,3% y en 1920 representaban el 7,1%. A finales del siglo XIX e inicios del XX, las colonias extranjeras más importantes demográficamente fueron los chinos, seguidos de los italianos. Del total de extranjeros en Lima, los chinos e italianos representaban el 60%, estos eran seguidos por los ecuatorianos que representaban el 5%, alemanes 3% e ingleses 2%, el resto de extranjeros fue menos importante demográficamente.

## Inmigración americana

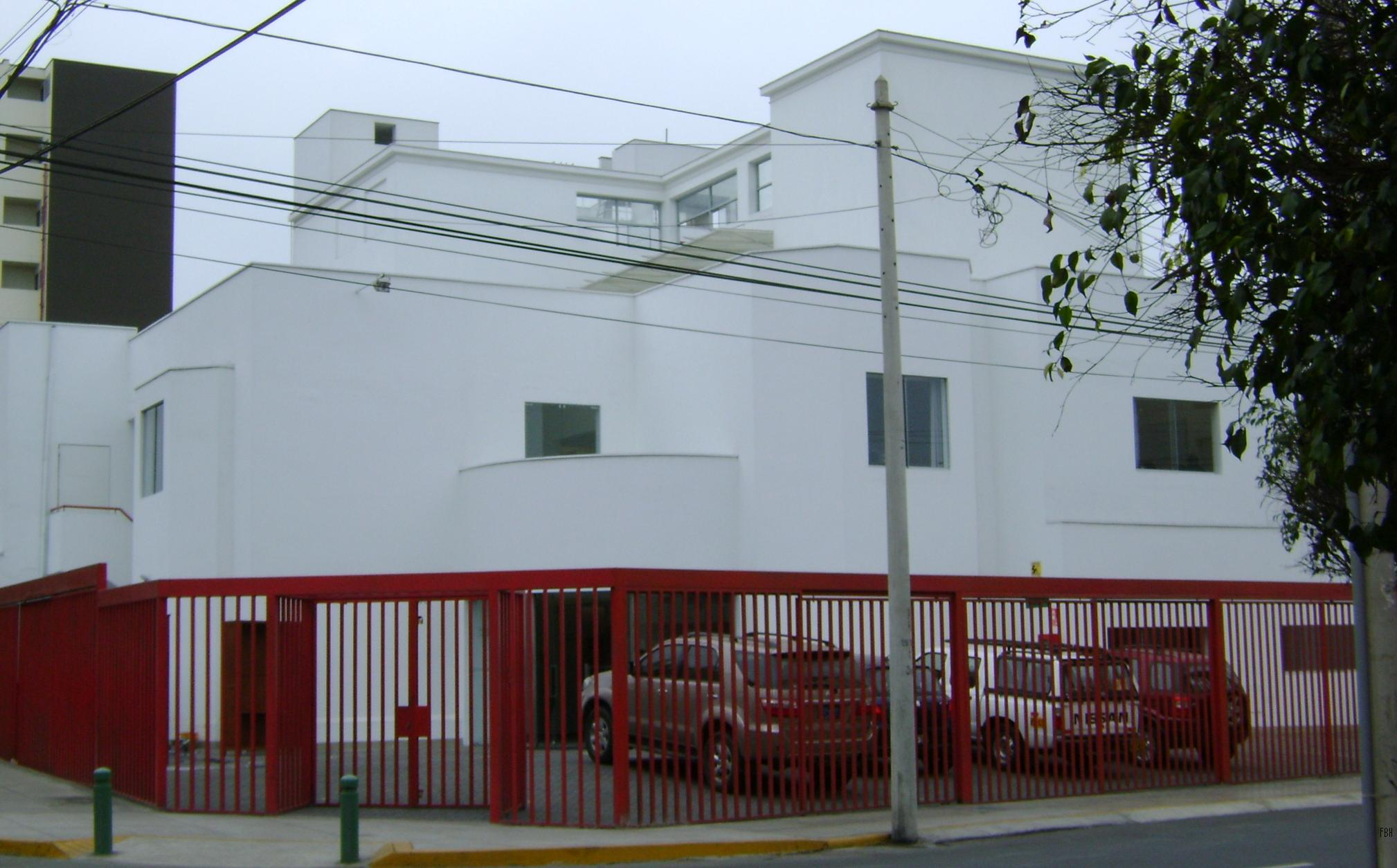
Centro Cultural Brasil-Perú, en Lima. Fue fundado en 1962. Brasil es el segundo país americano más poblado.

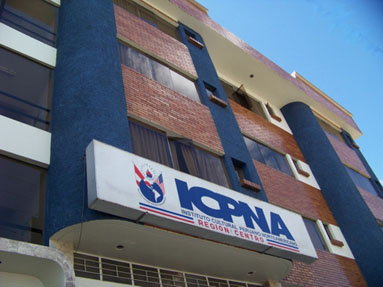
Instituto Cultural Peruano Norteamericano. En realidad se trata de un instituto cultural peruano estadounidense, y no de toda Norteamérica. Fue fundado en 1938.

Según Bonfiglio, durante los siglos XIX y XX ingresaron alrededor de 100 mil personas provenientes del continente americano, a lo que se suma la migración producida en la última década.
Para el año 2008, el Perú alberga a un total de 64 303 residentes extranjeros permanentes, de estos se tiene que:
- Más de 9 000 (el 14%) son de Argentina.
- 5 800 de Estados Unidos.
- 5 655 de Chile.
- 4 549 de Bolivia.
- 4 353 de Colombia.
- 3 626 de Brasil.

Entre los años 2004 y 2014 el número de ciudadanos extranjeros que ingresaron al Perú para trabajar de manera temporal o en calidad de residentes se incrementó en 793%, según la Superintendencia Nacional de Migraciones. Una novedad de este periodo es el aumento de inmigrantes colombianos respecto al siglo XX, siendo esta la inmigración americana de mayor crecimiento, si bien en la suma total la colonia argentina seguía siendo la más grande en aquel entonces.
La inmigración boliviana junto con la colombiana, y a diferencia de las demás migraciones, mantiene su alto porcentaje en el Perú no solo en zonas urbanas sino también rurales. Según datos del INEI de 2012, 11,5% del total de inmigrantes bolivianos residen en zonas rurales, el dato más alto de entre todas las comunidades americanas. De todas las PEA ocupadas de migrantes americanos en el Perú, la boliviana tiene el porcentaje de trabajadores independientes más alto (38,8% en 2012), principalmente por comercio y servicios.
Hacia fines de 2018, la comunidad venezolana era la colonia inmigrante de origen americano más numerosa en el Perú, contando con 635 000 personas residiendo en el territorio nacional, convirtiéndose además en la ola migratoria más importante del siglo XXI en el Perú. Actualmente se estima que la comunidad de extranjeros más numerosa en el Perú sigue siendo la de Venezuela con más de 1 millón y medio en el país.

## Inmigración europea

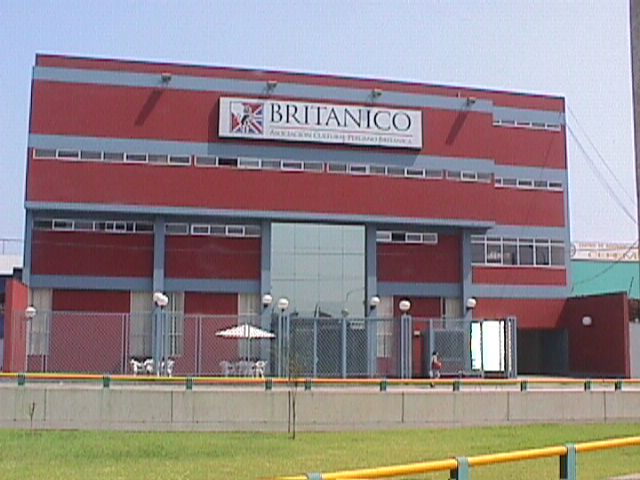
Asociación Cultural Peruano Británica, es un instituto cultural fundado en 1937.

Desde la independencia del Perú en adelante las élites propiciaron una europeización del Perú, pero no se puede hablar de políticas migratorias hasta finales de la década del 40 del siglo XIX. Antes de esto el Perú estuvo sumergido en problemas políticos y caudillismos que alejaron a la población extranjera del país.
Como antecedentes de las políticas migratorias, el entonces presidente del Perú, José de San Martín declara en 1821 el libre ingreso de extranjeros dándoles libertad para iniciar industrias en el país. Luego en 1823 constitucionalmente se declara naturalizados peruanos a todo aquel extranjero que tuviera como mínimo 5 años viviendo en el Perú. En 1826, Simón Bolívar, bajo su título de autoridad suprema del Perú, disminuye los años de naturalización de extranjeros a 3. Posteriormente el fugaz presidente Felipe Salaverry decretaría que todo ciudadano del mundo sería peruano si pisa el territorio y se inscribe en el Registro Cívico. A pesar de todas estas leyes los extranjeros en el Perú seguían siendo pocos, sin embargo las entradas se registraban de a pocos de forma espontánea, libre e independientemente del estímulo del Estado.
El impulso para el ingreso de extranjeros al Perú fue la explotación del guano que propició una gran demanda comercial que fue cubierta por colonos europeos. Se pueden distinguir dos tipos de colonos europeos, los que ingresaron para el trabajo obrero y los que ingresaron como parte de una élite. El primer grupo estuvo formado en su mayoría por colonos italianos, españoles y portugueses que llegaron desde zonas rurales; y el grupo de élite estuvo formado por ingleses, franceses y alemanes que venían en representación de grandes empresas europeas.
Según Bonfiglio, los peruanos que tienen algún directo antepasado europeo no hispano de la migración de los siglos XIX y XX y en menor medida los descendientes de europeos migrados del continente americano podrían representar alrededor del 7% del total nacional, y sumando a los descendientes de europeos no hispanos migrados antes del siglo XIX y a los descendientes de europeos y estadounidenses migrados en las últimas décadas, la población peruana descendiente de europeos no hispanos principalmente de origen italiano, portugués, francés, alemán, británico, croata, turco, estadounidense, polaco, judío askenazi y otros grupos menores podría estimarse en alrededor 2,7 millones de personas, es decir aproximadamente un 9% del total nacional,[cita requerida] más allá si una parte de este grupo ya sean mestizos cultural o étnicamente. Los descendientes de italianos y portugueses se hallan en todo el país, parte de los descendientes de alemanes se hallan también en la selva central y norte. Mientras que en Lima y principales centros urbanos del país se hallan en mayor medida los descendientes de todo este segmento en general. Del total de las migraciones se calcula que poco más del 90% se asentaron definitivamente en territorio nacional, promedio mayor que la media sudamericana que cifran en 60%.

### Inmigración española

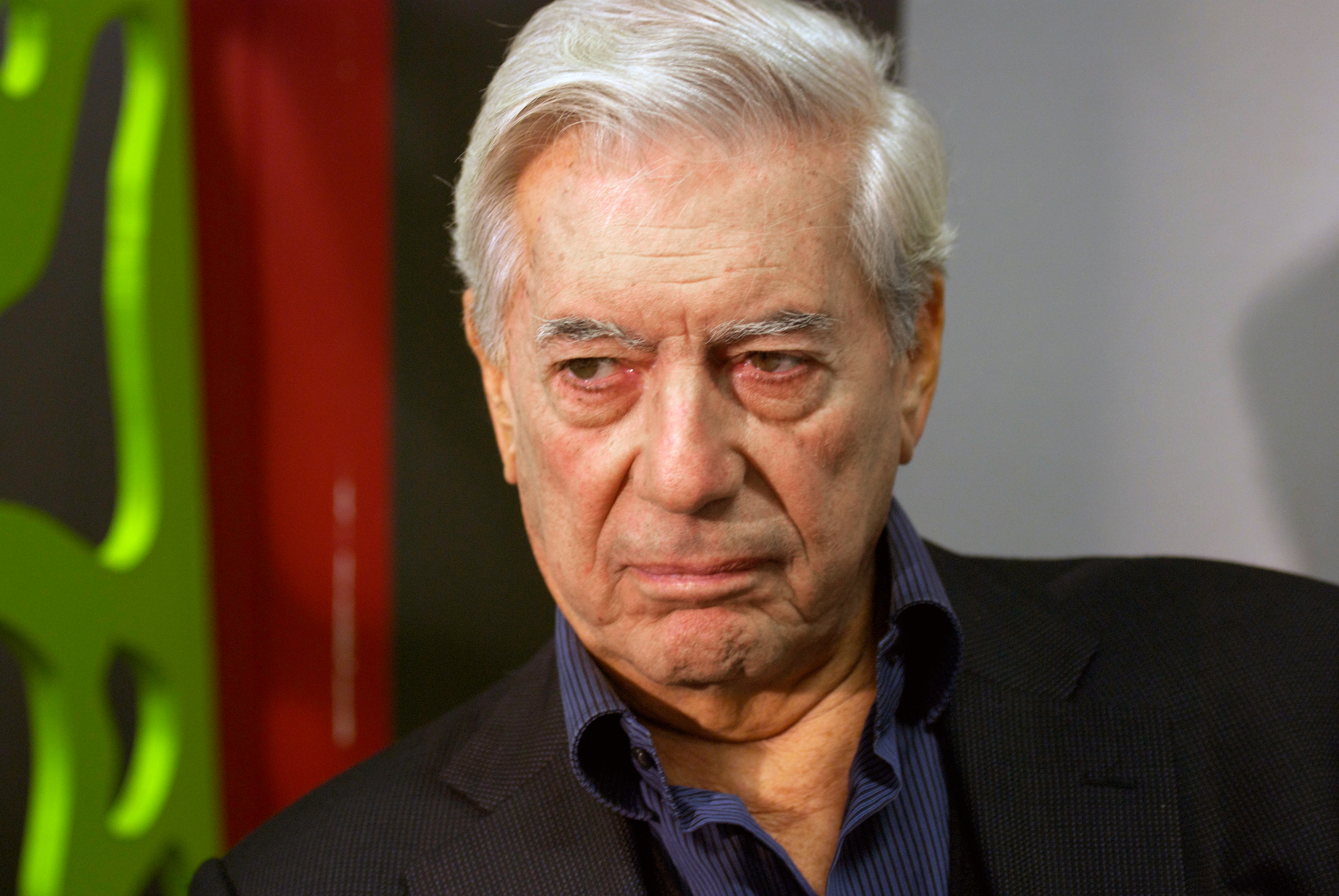
Mario Vargas Llosa, escritor peruano y Premio Nobel.

Actualmente se estima que 5 800 000 peruanos tienen mayoritariamente sangre española abarcando más del 20% de la población total (no incluida inmigración vasca). Por otro lado la gran mayoría de la población tienen sangre española en diferentes grados, aun cuando parte de ellos sean considerados mestizos o cuasi nativos culturalmente. Entre 1968 a 1990 producto de la 'inmigración española asistida' Perú absorbe el 5% de inmigrantes españoles después de Venezuela 46,5%, Argentina 11,9%, Brasil y México, al 2009 existen cerca de 7000 españoles de nacimiento residiendo en Perú. Gran número de peruanos de ascendencia española ocupan cargos y actividades importantes en el quehacer nacional, parte de ellos se hallan mezclados con la posterior migración relativa de europeos al país.

### Inmigración vasca

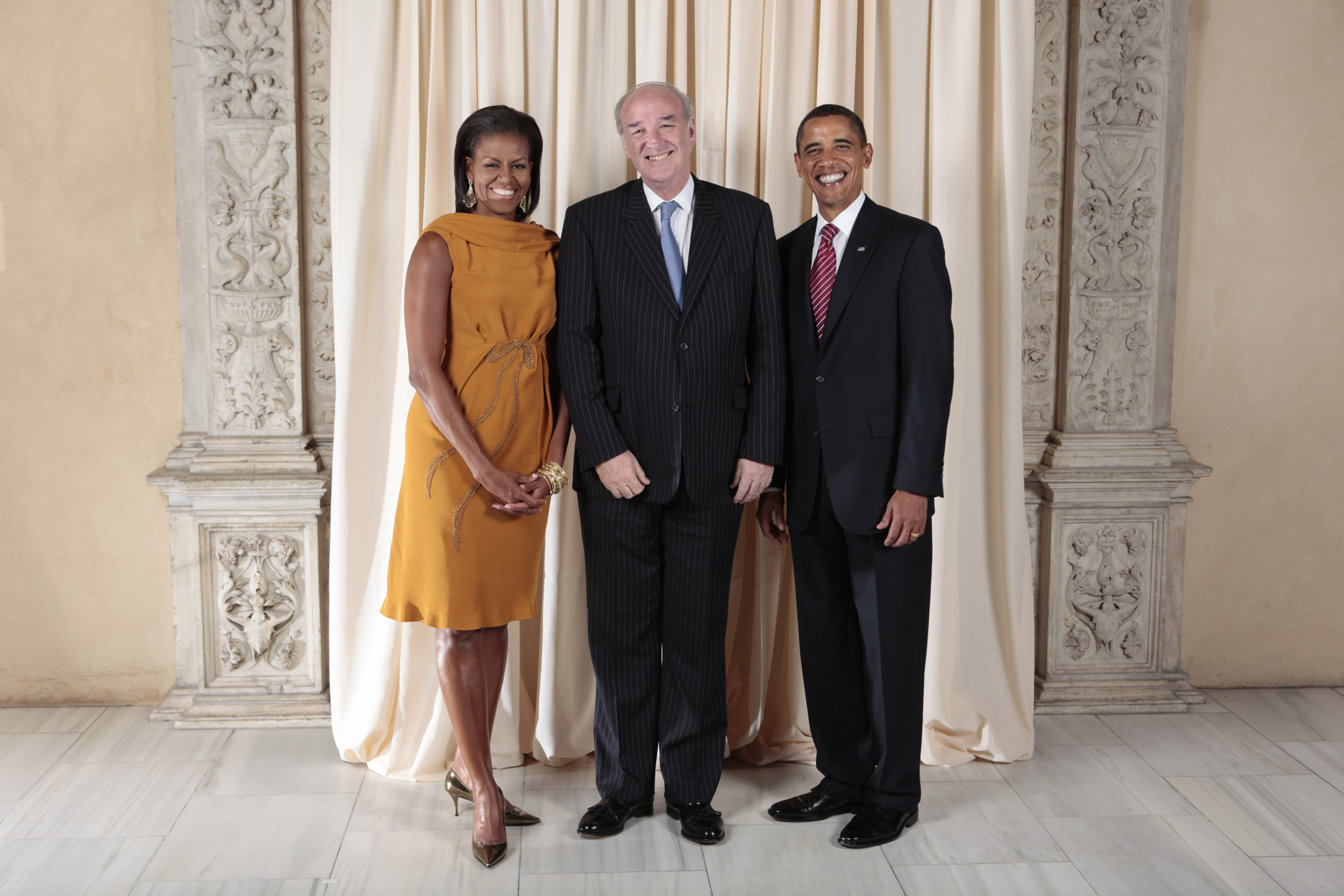
Excanciller José Antonio García Belaúnde, con presidente Obama y su esposa.

La inmigración vasca en el Perú data desde tiempos de la colonia y aún antes, desde la conquista misma. Cuando numerosos vascos emigraban al Perú junto con familias enteras para poblar las ciudades importantes.
En el siglo XVII, se fundaron en Arequipa y Lima hermandades vasco-peruanas con la finalidad de canalizar ayuda entre todos, y dar apoyo económico y moral a quien sea necesario. Es posible que en otros centros poblados importantes del Perú, como ocurrió en México y otros países de América, los vascos, navarros y «de las Cuatro Villas de la costa de la Montaña» se hubiesen organizado y agrupado con la misma finalidad, siguiéndose con este proceso en los siglos XIX y XX, la emigración vasca se incrementó por situaciones personales y económicas, pero también por motivos políticos, tales como las guerras carlistas y la guerra civil española. Actualmente existen numerosos centros vasco-peruanos en las ciudades donde estos dejaron huella, reiterando una vez más su fraterna identificación con sus costumbres ancestrales.
Si grande fue la presencia vasca en la Conquista y Virreinato del Perú, también esta se hizo presente y con mucha fuerza en la formación de la República peruana. Por lo pronto, de los nueve jefes peruanos que acompañaron a Bolívar y Sucre en las batallas que sellaron la independencia americana (Ayacucho y Junín) cinco eran de origen vasco (La Mar y Cortázar, Gamarra, Salaverry, Vivanco y Orbegoso), siendo la figura más respetable un vasco-criollo, don Hipólito Unanue, prestigioso investigador médico peruano originario de Arica.
En el siglo XX siguen los rastros euskéricos en el Perú y cinco de sus presidentes llevan apellido vasco. Algunos con clara conciencia de su origen, otros no ignorantes de su raíz y uno sin la menor idea de quiénes fueron sus ancestros. Ellos fueron Nicolás de Piérola, a quien le constaba su origen navarro; Augusto B. Leguía, se sabía vasco por Leguía y por Salcedo; Manuel Odría, conocía hasta la cuna de su origen (Azpeitia) y en sus horas de ocio no se separaba de un trío de cantantes vascos; Fernando Belaúnde, no ignoraba sus raíces; y Juan Velasco, al parecer, desconocía su origen. Existieron durante la colonia núcleos españoles de raíces vascas bien asentadas dentro del territorio nacional, como el caso de las minas de Potosí y el actual departamento de Arequipa, así como en el norte del Perú (Áncash, Cajamarca y La Libertad) en todos ellos, apellidos como Cossío, Belaúnde, Llosa, Goyeneche, Arrambide, Albizuri, Arancibia, Ruiz de Somocurcio, Vergara, Irarrazabal, Andía, Larramendi, Olazábal, Amez, Amezaga, Arteaga, Egúsquiza, Balmaceda, Villaorduña, Gareca, Larrea, entre otros, se establecieron y han protagonizado gran parte de la vida económica y política del Perú como República.

### Inmigración italiana

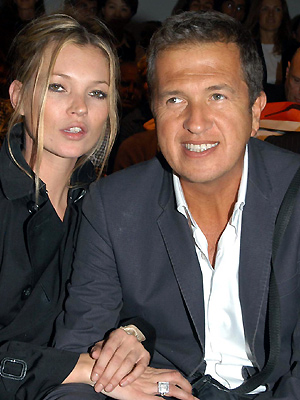
Mario Testino, fotógrafo peruano de estrellas, junto a la supermodelo Kate Moss.

La emigración de italianos hacia el Perú se inició en los siglos XVI y XVII haciéndose posible debido a la alianza que España tenía con algunos estados italianos. En aquella época estados tales como el Ducado de Milán, el Reino de Nápoles y la República de Génova formaban parte de la órbita española y muchos italianos (especialmente ligures) fueron reclutados debido a la falta de capitanes expertos en la marina española.
Estos primeros emigrantes fueron en gran parte marineros, comerciantes, clérigos y algunos artistas renacentistas, representantes de la escuela romana de pintura, como los casos del jesuita manierista Bernardo Bitti y el de Mateo Pérez de Alesio, autor de la imagen bíblica del Antiguo Testamento en la Capilla Sixtina. Ambos ejercieron una influencia decisiva en la formación de la escuela de pintura colonial del Perú.
A mediados del siglo XIX y con el auge del guano se inició una reducida ola migratoria de pequeños grupos de italianos integrados por capitanes, marinos y tripulantes de veleros. En el año de 1850 el naturalista y hombre de ciencia milanés Antonio Raimondi llegó a Lima, empezando su enciclopédico estudio del Perú como geógrafo y científico. 
Los italianos llegaron al Perú a consecuencia de la expansión de actividades marino-mercantiles del puerto de Génova hacia América a partir de 1833. Por esta razón su asentamiento e inserción se hizo por medio del sector comercial de la economía nacional en un momento determinante en la historia del País: la coyuntura del guano. Lejos de ser una inmigración de fuerza de trabajo, la presencia italiana en el Perú fue ante todo una inmigración libre de individuos asociados a actividades comerciales que vieron en el Perú buenas oportunidades para invertir capitales y energías.
En 1857 los italo-peruanos eran 3 142 y ya en 1876 alcanzaron a ser casi 10 000, concentrados muchos en la capital y en el Callao, otros grupos se asentaron en Arica, Iquique y Tacna, y un grupo de inmigrantes italianos fundó la ciudad de La Merced (Chanchamayo) en la selva central del Perú. Como consecuencia de la guerra del Pacífico, muchos de ellos se marcharon. La inmigración de extranjeros italianos tuvo motivos distintos y con configuraciones distintas. La colonia italiana se vuelve numerosa en 1872 bajo el patrocinio de la Sociedad de inmigración europea de Lima. Algunos italianos arribados a Lima, se dedicaron al comercio de abarrotes y talleres artesanales; con el paso de los años un grupo de italianos, incluso llegó a formar parte de la élite limeña.
Antes de la Primera Guerra Mundial hubo una emigración de algunos centenares de pobres campesinos italianos, originarios del sur de Italia (Campania, Calabria) y del Véneto. Durante la Segunda Guerra Mundial, y al igual que los japoneses, muchos italianos fueron perseguidos por defender el régimen político de aquella época. Actualmente la inmigración italiana se ha estabilizado y desde 1970 casi nadie emigra de Italia al Perú. En 2007 las autoridades italianas declararon que casi 26 000 personas de pasaporte italiano estaban residenciadas en el Perú, pero muchas tienen doble pasaporte y son descendientes de italianos (que han nacido en el Perú y que han solicitado el pasaporte italiano para trabajar en Italia). 
Según el Registro de los Italianos Residentes en el Extranjero, del Departamento del Interior y Ordenación del Territorio de Italia, en su informe de 2009, cifró en 30.223 las personas de nacionalidad italiana con residencia en el Perú. De este número, 28.000 son peruanos descendientes de italianos que obtuvieron la ciudadanía italiana por medio de la embajada. En la actualidad, se estima en 500 000 el número de descendientes italianos en el Perú.

### Inmigración francesa

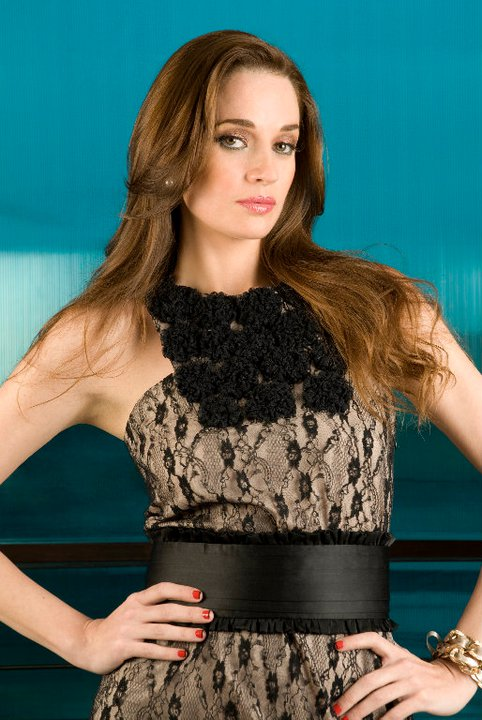
Mariana Larrabure de Orbegoso, modelo peruana y ex Miss Perú 1998.

Durante los siglos XIX y XX, llegaron inmigrantes franceses de forma espontánea al Perú, especialmente durante el periodo entre 1700 y 1725. Por esta razón, son numerosos los apellidos de origen francés en este país. La predominancia de estos migrantes galos provino de la parte suroeste de Francia (Pirineos Atlánticos y región de Burdeos), aunque también una porción notable declaró haber venido de la región parisina. 
Los franceses se dedicaron al comercio en detalle y de artículos de lujo, sin embargo, fueron los pequeños artesanos quienes conformaron el sector más numeroso de esta diáspora. A mediados del siglo XIX, llegó el mayor número de inmigrantes franceses -se estiman alrededor de quince mil- coincidiendo con el mayor flujo de migrantes europeos al Perú.[cita requerida]

### Inmigración portuguesa
La inmigración portuguesa en el Perú, se inició en la época del virreinato. Fue una migración gradual sin presentarse masivamente, sin embargo, esta fue continua hasta nuestros días. Antiguamente venían de sobremanera en calidad de marineros a lo largo de la costa peruana, posteriormente entraron a la selva peruana por la ruta del atlántico siguiendo el curso del río Amazonas y últimamente se registra entradas de portugueses brasileros a las ciudades circundantes de la frontera peruano-brasilera.

### Inmigración alemana

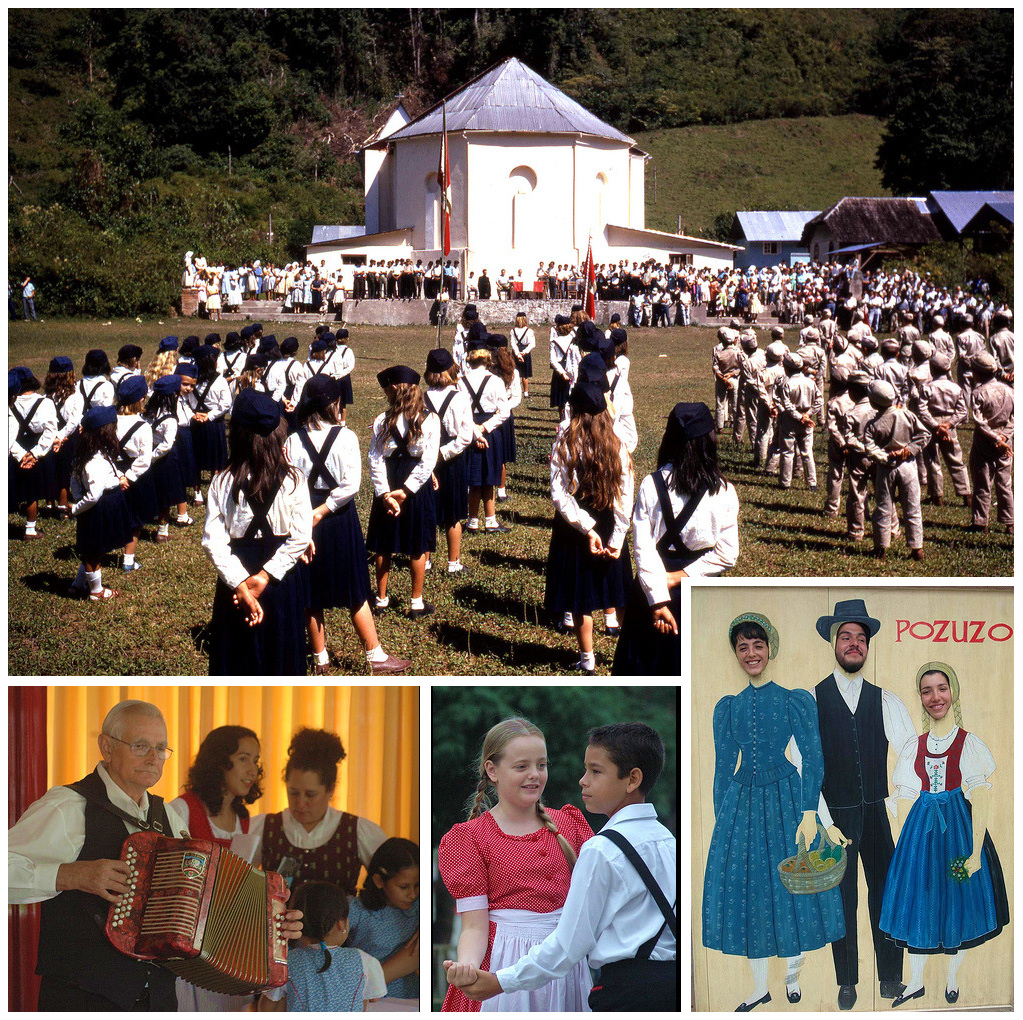
Pozuzo es la única colonia austro-alemana en el mundo y está localizado en la selva central del Perú.

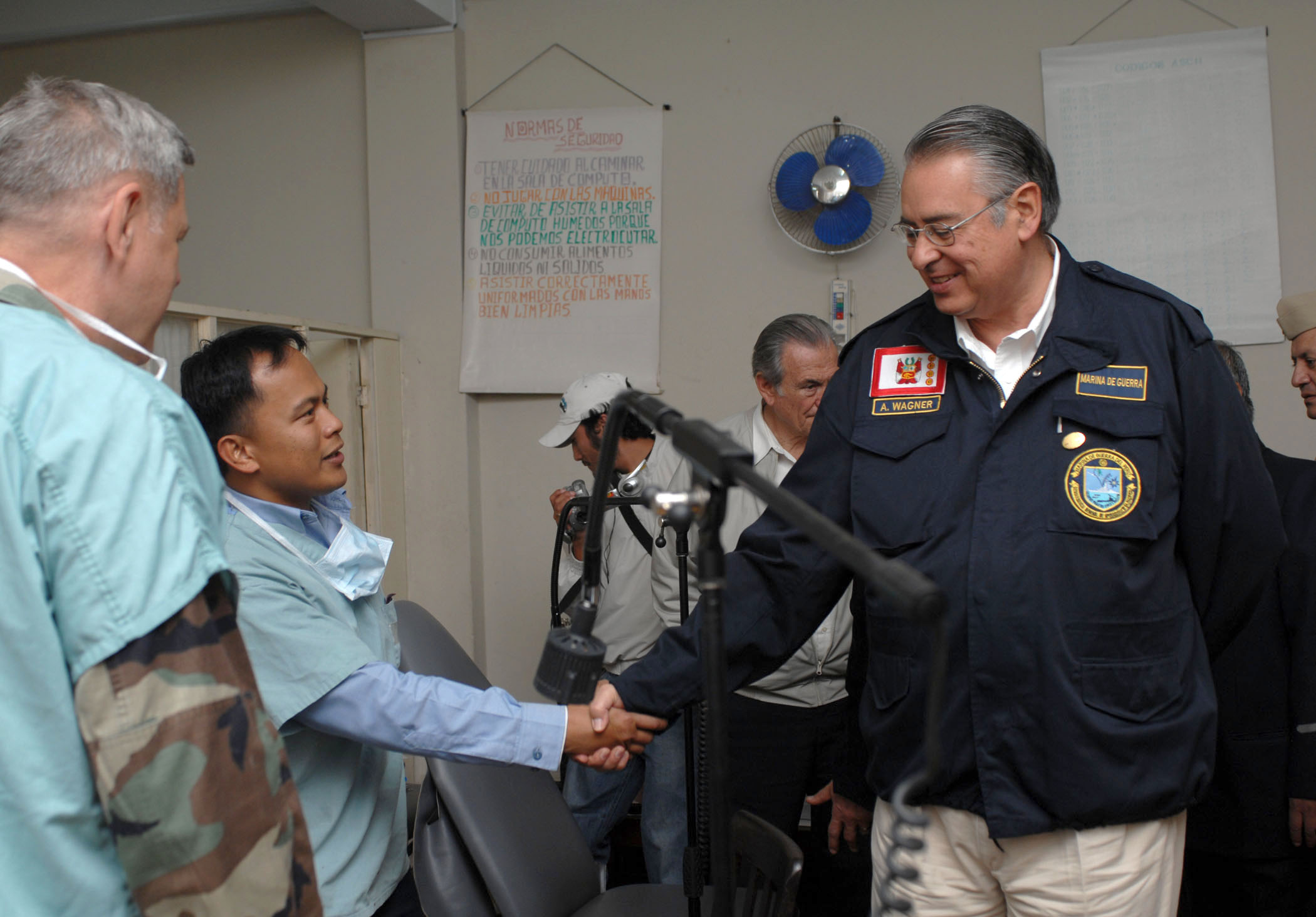
Allan Wagner Tizón, expresidente del consejo de ministros peruano de ascendencia germánica.

Ingresaron al Perú unos 12 000 inmigrantes alemanes, en busca de nuevas oportunidades. Pero, a diferencia de las demás migraciones europeas (italiana, croata, británica, etc.) que fueron espontáneas, hubo una migración germánica que se inició por el auspicio del gobierno peruano con el propósito de colonizar la región amazónica. 
El 4 de junio de 1853, el Gobierno del Perú suscribió un contrato con Cosme Damián Schutz y Manuel Ijurra, para trasladar 13 000 alemanes y tiroleses a la región del Bajo Amazonas, en un plazo de seis años. Por este concepto, se pagaría a Schutz e Ijurra una prima de treinta pesos por cada colono que trajeran. En 1854, Schutz parte a Alemania para convenir la llegada de los colonos, pero en esa época Ramón Castilla encabezó la Revolución Liberal de 1854, dificultando el cumplimiento del contrato. En marzo de 1855, fallece su socio Manuel Ijurra en Nueva York.
Habiendo caducado el contrato sin haberse cumplido, Cosme Damián Shutz le propuso a Ramón Castilla un proyecto para impulsar la inmigración europea, suscribiendo un nuevo contrato el 6 de diciembre de 1855, con el fin de llevar al Perú 10 000 inmigrantes alemanes, esta vez a Pozuzo.
En 1856, Schutz viaja a Alemania, pero debido al fracaso del contrato anterior y al ataque de los periódicos alemanes, solamente pudo reunir 302 inmigrantes procedentes del Tirol (Austria). El 20 de julio de 1857, estos aventureros se embarcaron en Amberes (Bélgica), en la fragata Norton, arribando 296 inmigrantes al Callao el día 8 de agosto del mismo año.
Una vez en territorio peruano, fueron embarcados a Huacho y desde allí, empezaron un largo recorrido a lomo de mula hasta Cerro de Pasco, atravesando la cordillera. Luego se dirigieron al río Marcas, donde se había planeado establecer la colonia. En junio de 1859, llegaron a Pozuzo solamente 172 colonos, pues el resto se dispersó debido a las dificultades de la travesía y al escaso apoyo del gobierno.
Rápidamente esta colonia obtuvo buenos resultados agrícolas en su producción de arroz, caña de azúcar, yuca, coca y café, razón por la cual el gobierno les suprimió la remesa.
Años posteriores, los caminos hacia Pozuzo se deterioraron por las lluvias, quedando incomunicados y sin su remesa del estado quedaron a su suerte en la selva amazónica. En 1880 la colonia de Pozuzo contaba con 299 hombres y 266 mujeres; y se mantuvieron como un grupo cerrado en la región.

### Inmigración británica

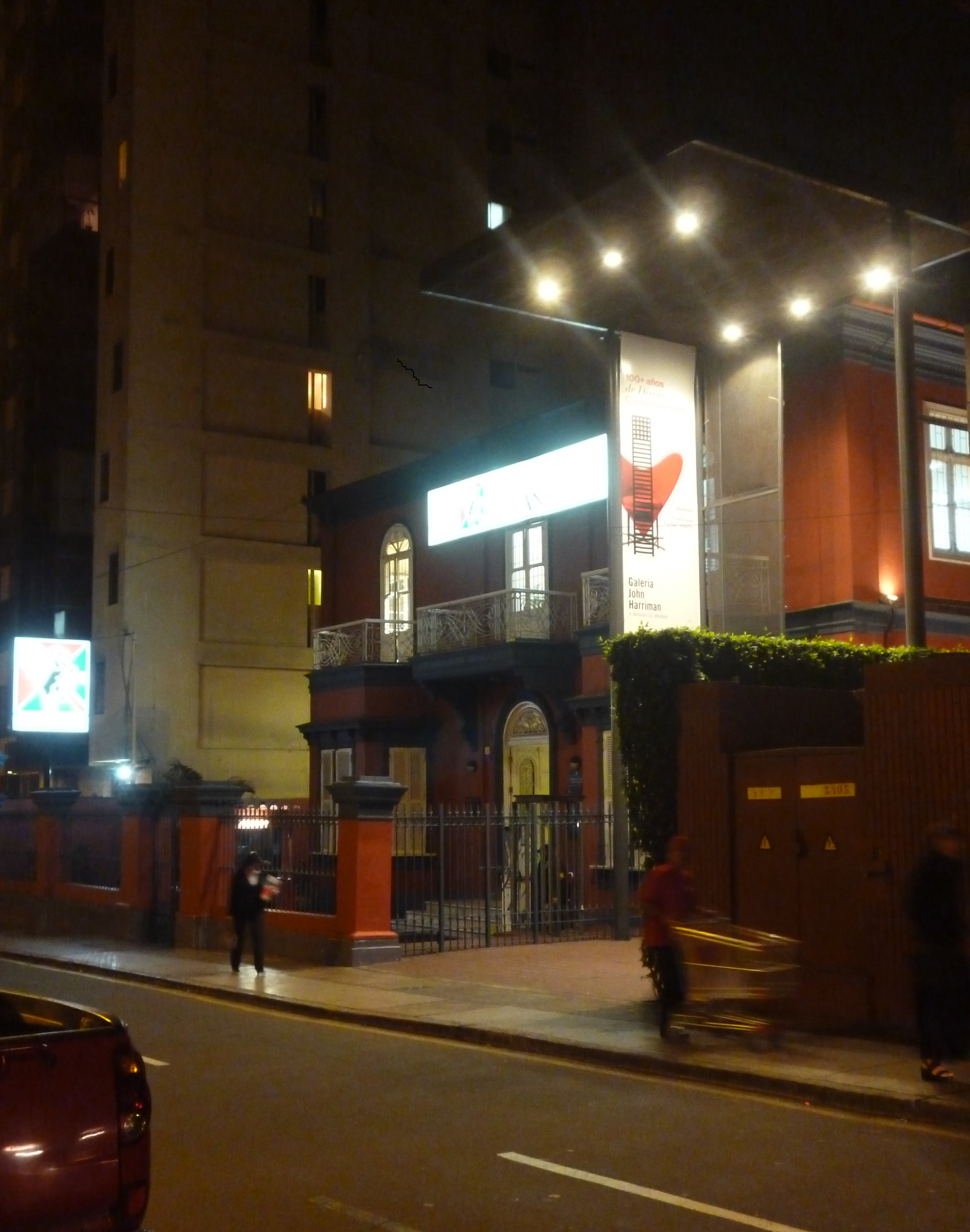
Asociación Cultural Peruano Británica, fundada en 1937.

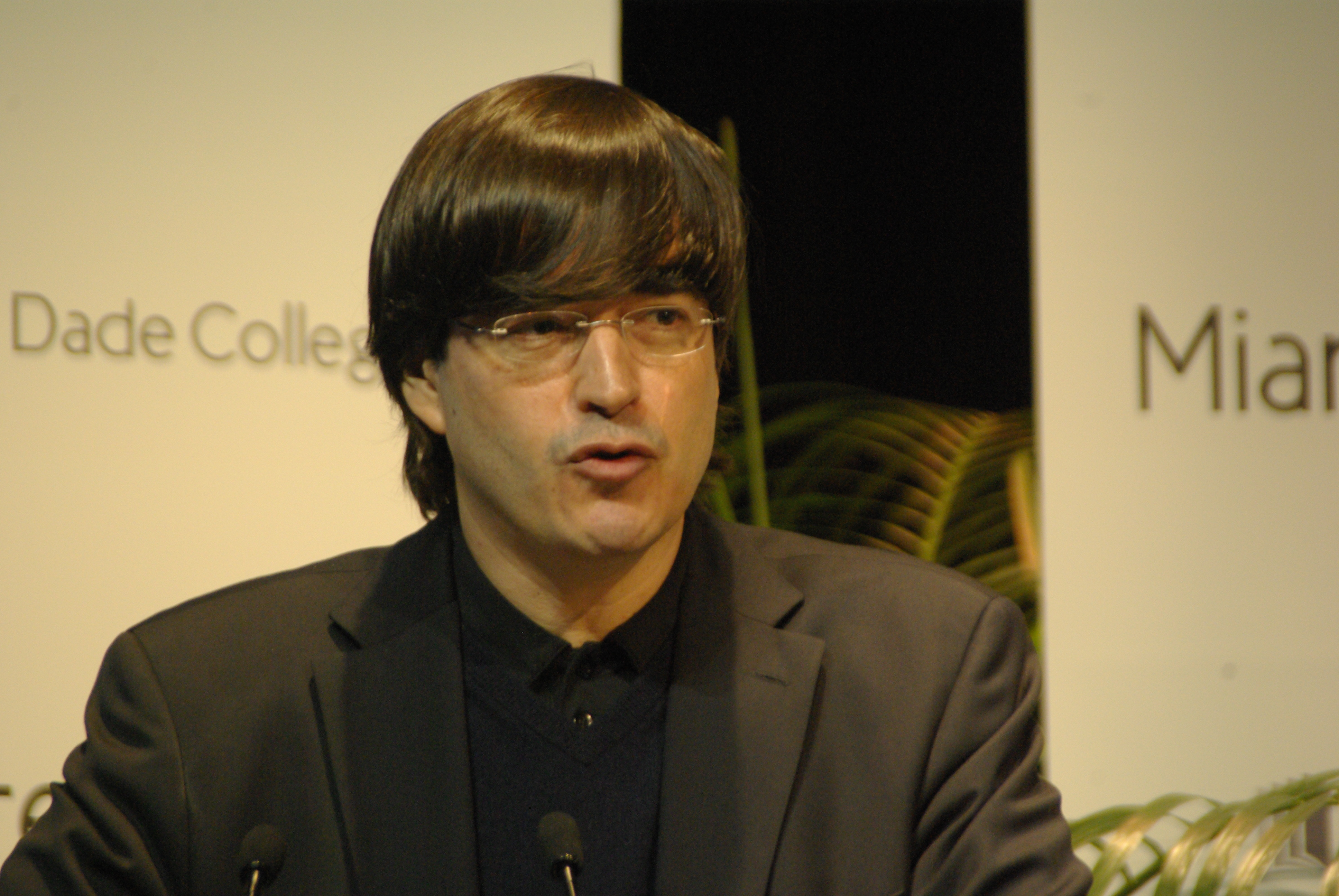
Jaime Bayly, escritor, presentador y periodista.

Desde los inicios de la República hubo militares británicos que apoyaron la causa independentista. Entre ellos, se encuentran Lord Cochrane, el vicealmirante Martin George Guise, el general William Miller, el comandante Jorge Young Holmes, el capitán Frederick Elmore y el general John Thomond O'Brien, quien fue secretario y ayudante de campo de don José de San Martín. Algunos de ellos se asentaron en el Perú, como William Miller o Martin George Guise, que se casó con Juana María del Valle y Riestra. 
Algunos de los primeros diplomáticos en el Perú fueron de origen británico. Entre estos se encuentran Charles Thomas Rowcroft, que fue asesinado durante la Guerra de Independencia, y John Dartnell Loder, casado con una hija de Guise y cuyos nietos fueron Emilio Althaus Dartnell y Jorge Chávez Dartnell. 
La comunidad peruana de origen británico se concentra en ciudades importantes como Lima, Arequipa y Trujillo.
La británica Brenda Barber de Harriman destaca en su libro («The British in Peru», 1984) que gracias a Inglaterra fue posible concluir la construcción del Ferrocarril Central que iba de Ancón a La Oroya, que sin el aporte británico no hubiera llegado el suministro de gas a Lima en 1865, y menciona a la compañía de bomberos voluntarios «La Victoria» (formada en 1864), hombres de origen inglés que decidieron apoyar la protección de la vida de los ciudadanos limeños ante la amenaza de la invasión española en 1866.
Algunas de las organizaciones más importantes fundadas por británicos en el Perú son la Compañía Peruana de Ferrocarriles, la Pacific Steam Navigation Company, la W. R. Grace and Company, el Colegio San Silvestre, el Markham College, el Newton College, el Lima Golf Club, el característico Phoenix Club, el Lima Cricket and Football Club, la Asociación Cultural Peruano Británica, entre otros.

### Inmigración irlandesa
Dada la ley de 1849 y al amparo de ésta, se introdujeron desde febrero de 1850 hasta julio de 1853, 3932 colonos, de acuerdo a la memoria presentada por el ministro José Manuel Tirado, con la siguiente composición: 2516 chinos, 1096 alemanes y 320 irlandeses.
Es necesario mencionar que por esas épocas, Irlanda era un país muy pobre, con una alta incidencia de enfermedades infecciosas y un consumo muy alto de papa, calculándose que en la década de 1840, un irlandés adulto consumía entre 5 y 6 kg de papa al día. Para 1841, una plaga que arrasó los campos irlandeses cultivados de papa generó una hambruna terrible que causó la muerte de cerca de millón de personas y la emigración de otras ocho millones a Estados Unidos. En ese contexto llegan a nuestras costas los 320 irlandeses mencionados, contratados por Juan Gallagher (médico escocés del antiguo hospital de Bellavista) para laborar en sus haciendas La Legua, Villegas y Valverde del Callao.

### Inmigración balcánica

#### Inmigración croata

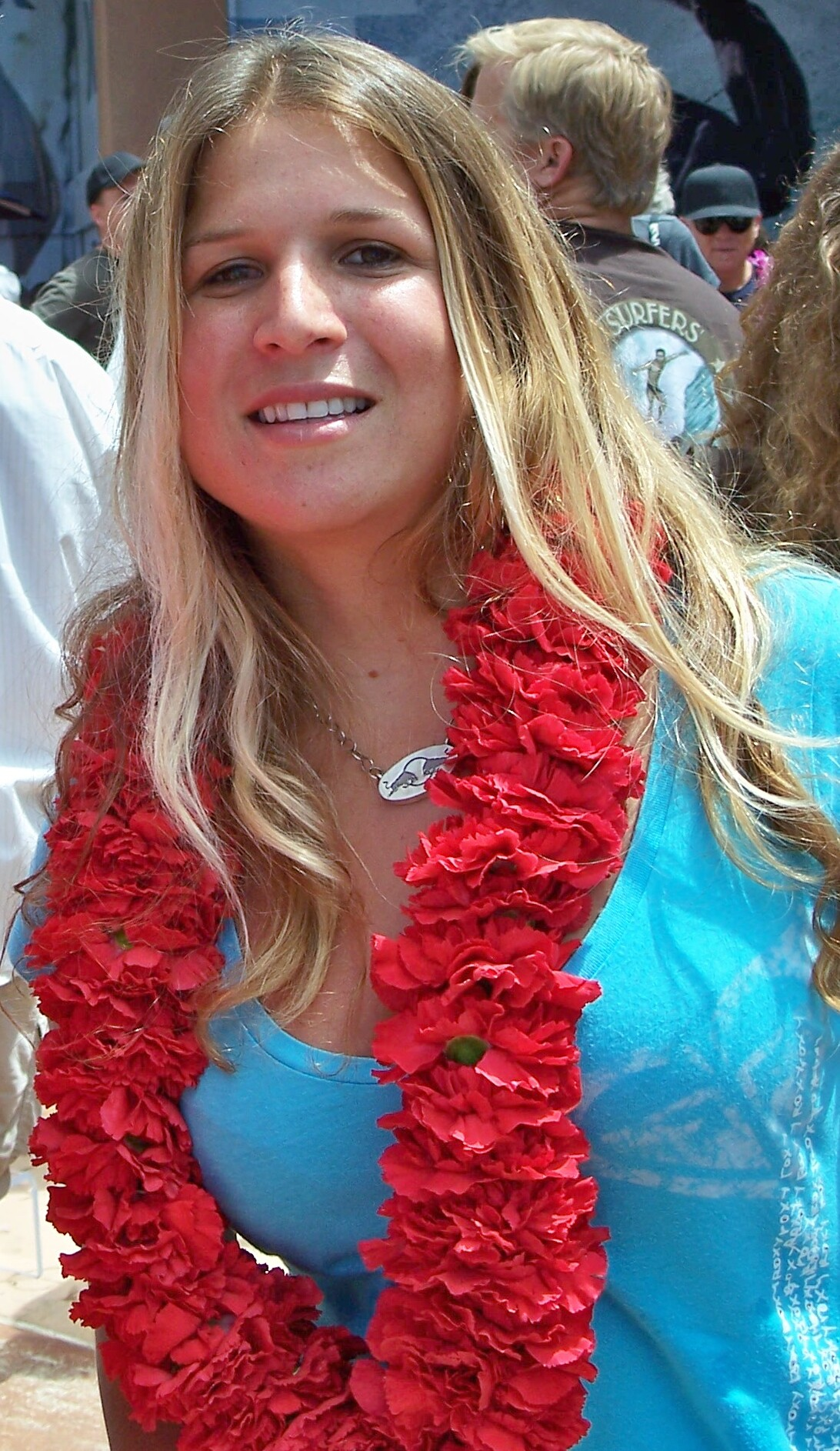
Sofía Mulánovich, surfista profesional peruana, campeona del mundo en el año 2004.

Los primeros emigrantes provenientes de los Balcanes fueron los croatas, quienes empezaban a llegar al Perú a partir del siglo XVI. En 1573, el terrateniente de Dubrovnik, Basilije Basiljević, quien viajó al Perú con la intención de hacer fortuna, asentándose en el Cuzco, la capital de los incas. Este personaje, con la colaboración marineros croatas, construyó la iglesia de San Blas. 
Durante la segunda mitad del siglo XIX y comienzos del XX, se registró un ligero aumento de emigrantes croatas al Perú, tanto de Dubrovnik como de otras partes de Dalmacia debido al trabajo de exportación de abono de guano. Un número menor emigró al Perú al culminar la Primera Guerra Mundial.
A finales del siglo XIX, a raíz del incremento de la actividad minera en los Andes peruanos, específicamente en Cerro de Pasco, un buen número de croatas emigraron desde el Imperio Austro-Húngaro y se asentaron en los Andes, llegando a representar una de las colonias extranjeras más significante. 
Cabe destacar que el nivel educativo de los primeros inmigrantes fue bastante bajo. La mayoría trabajó en las obras de construcción de ferrocarriles, en la extracción del guano o en oficios menores. Sin embargo, lograron ascender en la escala social y se asentaron en las principales ciudades peruanas, destacando en el comercio.
Luego de la Segunda Guerra Mundial, llegaron al Perú un grupo de unos mil emigrantes por razones políticas de todas las partes de la entonces Yugoslavia socialista, tanto croatas como serbios y montenegrinos.
Al Perú también emigró un número de inmigrantes serbios, que en su mayoría se dedicaron al comercio, asentándose en Lima y alrededores. Muchos serbios figuraron como croatas al momento de registrarse.
Después de la disolución de Yugoslavia por la violenta guerra civil de 1991, el nuevo Gobierno independiente croata estima que existen 6000 descendientes de croatas en el país. La única vez que un contingente croata vino cuasi organizadamente fue el 24 de febrero de 1948, a bordo del barco General Black, en el que arribó un número importante de croatas desde Yugoslavia.

### Inmigración eslava

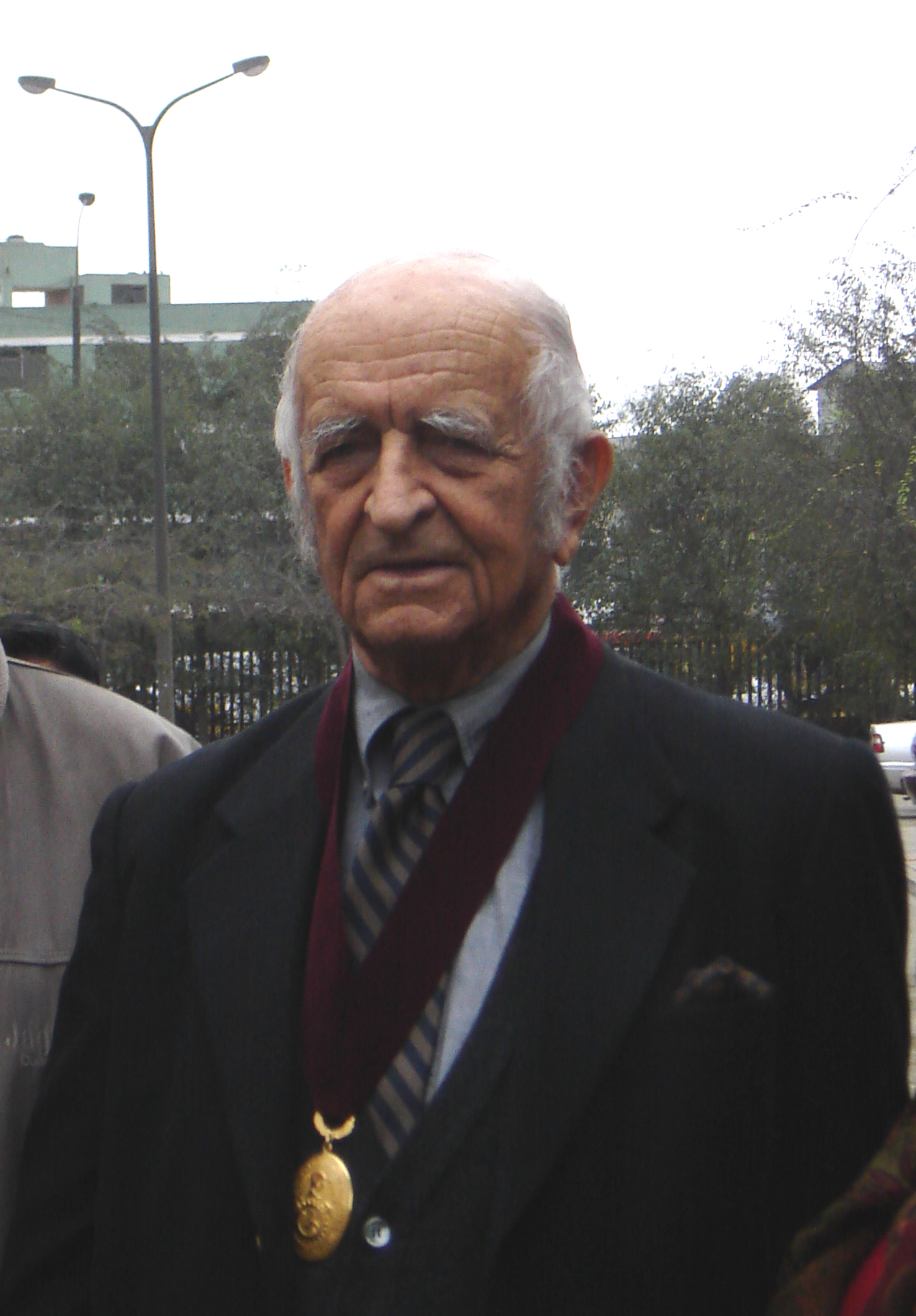
Fernando de Szyszlo, artista peruano de origen polaco.

Existe colectividades minoritarias de origen eslavo provenientes de Europa del Este como polacos, rusos y checos, aunque gran parte de este grupo son refugiados judíos.
Entre los descendientes de inmigrantes de europeos del este, destacan el expresidente de la República Pedro Pablo Kuczynski, la historiadora María Rostworowski, el pintor Fernando de Szyszlo, el arquitecto Ricardo de Jaxa Malachowski y el corredor de autos Ernesto Jochamowitz.

## Inmigración africana

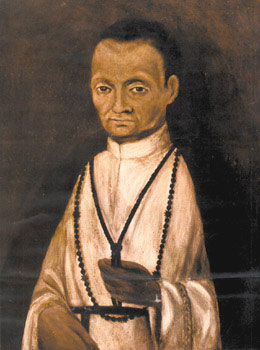
Probable rostro de san Martín de Porres.

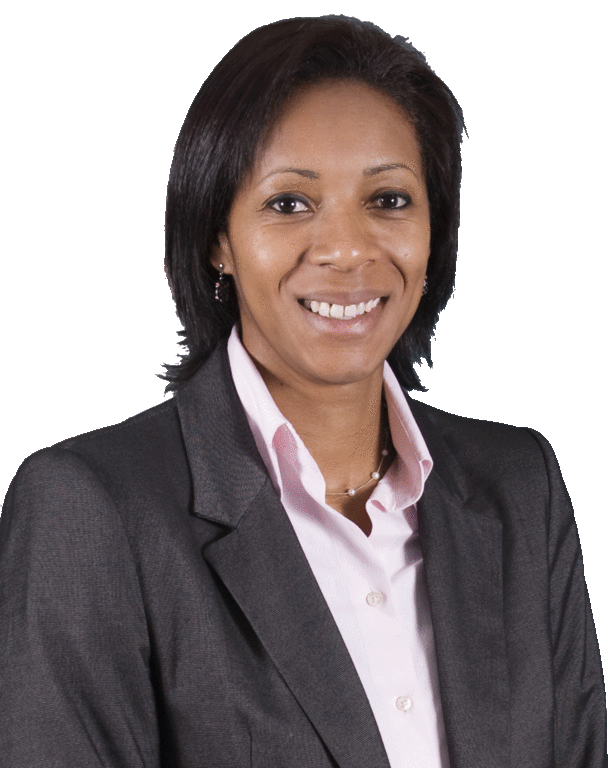
Leyla Chihuán, ex Congresista y excapitana de la Selección femenina de voleibol del Perú.

Afroperuano es un término que designa a la cultura de los descendientes de las diversas etnias africanas que, llegaron a Perú durante la colonia, logrando una uniformidad cultural. La población afroperuana se halla a lo largo de toda la costa (muy en menor medida en las demás regiones), principalmente en la costa surcentral, en el Callao, y en las provincias de Cañete, Chincha, y Nazca. Otro segmento importante de población afroperuana se encuentra en la costa norte ubicada mayoritariamente a manera septentrional, entre Lambayeque, Piura y en menor medida Tumbes, en donde durante las Reformas borbonicas se consolidaron varias colonias de esclavos provenientes de El Congo, Madagascar, Angola y Mozambique. En Piura se encuentra Yapatera (una colonia de Malgaches y en menor medida Angoleños y Mozambiqueños), es el pueblo con mayor intensidad de afroperuanos descendientes de pura sangre negra, consta de cerca de 10 000 campesinos de los cuales 7000 de ellos son hijos directos de antiguos esclavos africanos que vinieron durante la colonia para trabajar las tierras. El pueblo yapaterano es uno de espíritu básicamente agricultor y conocido por la calidad de sus mangos. También en el norte de la ciudad de Piura existen barrios de afroperuanos denominados "Mangaches" (denominación para referirse a los negros locales por descender en su mayoría de Malgaches, su origen terminológico) que han hecho aportes en la cultura y urbanística local.
Se estima que el total de la población afroperuana oscila en 4% del total nacional, la mayoría se encuentran mestificados es decir los morenos conforman un 3% del total nacional, mientras que la población afroperuana mayoritariamente pura es del 0.9% aproximadamente que significa más de 87 000 personas, en gran parte de origen angoleño, congolés, malgache.
La primera trata de esclavitud de negros constituyeron la servidumbre de las casas haciendas en los ingenios azucareros, en el cultivo del algodón, en las construcciones, etc. En este nuevo continente el primer idioma fue el samaracca o expresión congo angoleña, posteriormente el lenguaje papiamento, combinación de habla negra en Jamaica donde predomina. Aparece el cleocle dialecto que resulta de la mezcla de la etnia negra de Haití y la replana del Perú, combinación de varios idiomas africanos mezclados con el español criollo.
En el sur de Lima, los pocos africanos y sus descendientes fueron catequizados por los dominicos y jesuitas; ya como cristianos y bajo la dura realidad de trabajo, mimetizan sus creencias ancestrales y la articularon con los santos católicos.

### Su Historia
En 1502, llegaron los primeros esclavos negros de África a América. Fueron traídos para reemplazar la mano de obra indígena, que iba disminuyendo ostensiblemente en las colonias españolas. Entre 1492 y 1700, unos tres millones de africanos fueron sacados de sus tierras, de manera violenta, para ser esclavos de los conquistadores en América.
Eran traídos en buques especiales, llamados "Ataúdes" o "Tumbeiros". Estos nombres eran expresión de las características de tales expediciones mercantilistas, porque llegaban vivos a América solo la mitad de los africanos que habían salido de África.
Venían enmarrocados (amarrados), apiñados en las bodegas de los buques, sin las mínimas condiciones de higiene, sin la adecuada alimentación; en estas condiciones aquellos negros eran presa fácil de enfermedades y epidemias.
En América, miles de africanos esclavos fueron vendidos a los hacendados y habitantes de las ciudades españoles en los llamados mercados de trata. Para este fin eran exhibidos encadenados apenas arribaban mientras eran denigrantemente subastados. Los precios variaban de acuerdo al sexo, fortaleza, salud y edad. Una vez adquiridos pasaban a ser patrimonio de su amo, quien disponía de su destino y de su vida. Tenían un valor en dinero y pertenecían a alguien y los alimentaban para utilizarlos en faenas y servicios que el amo creyera conveniente. Si el amo quería deshacerse del esclavo, lo ofertaba en el mercado de trata de esclavos, poniendo un sobreprecio, para recuperar su inversión y sacar algún dividendo.

#### Una temporal forma de rebelión negra
A fines del siglo XVII y principios del siglo XVIII, se formaron unas rancherías en los alrededores de la ciudad de Lima, como en Huachipa, Carabayllo, Monte Zambrano, etc. Fueron hechas por esclavos negros, que en busca de su libertad, habían preferido huir y rebelarse contra el opresor sistema. Estas rancherías en lo posible, se ubicaban en las zonas menos transitadas, con bosques para ocultarse de sus perseguidores.
Alrededor del año 1710, esas rancherías evolucionaron hasta convertirse en palenques. Los palenques, entonces eran asentamientos rurales de cimarrones, rebeldes.

#### La abolición de la esclavitud
El 16 de noviembre de 1780 Túpac Amaru II como parte de su revolución emite el "Bando de Libertad" en Tungasuca (Cusco) proclamando la abolición de la esclavitud por primera vez en el continente, dando la libertad a los negros que las huestes indígenas a su mando encontraban e invitándolos a que se le sumen. Este proceso fue truncado por el gobierno del Virreinato del Perú.
Finalmente, el 3 de diciembre de 1854, el entonces presidente Ramón Castilla mediante una ley dictada desde Huancayo compró a los esclavos negros del país a nombre del Estado y decretó el fin de la esclavitud y la libertad de los negros.

## Inmigración asiática
Las dos grandes inmigraciones provenientes de Asia que tuvieron impacto social en el Perú fueron las provenientes de China y Japón. La configuración de estas dos migraciones fueron totalmente distintas, mientras que los chinos vinieron para trabajar en semiesclavitud, los japoneses tuvieron otro trato. Pero el ingreso de asiáticos no fue exclusivo de la etapa republicana, pues durante la colonia existieron ingresos de esclavos desde Filipinas e Indonesia, llamados piezas de marfil y de caoba respectivamente. En el caso de los esclavos filipinos estos ingresaron al puerto del Callao previa escala en Acapulco durante el siglo XVII y fueron vendidos en un alto precio debido a su rareza.

### Inmigración china

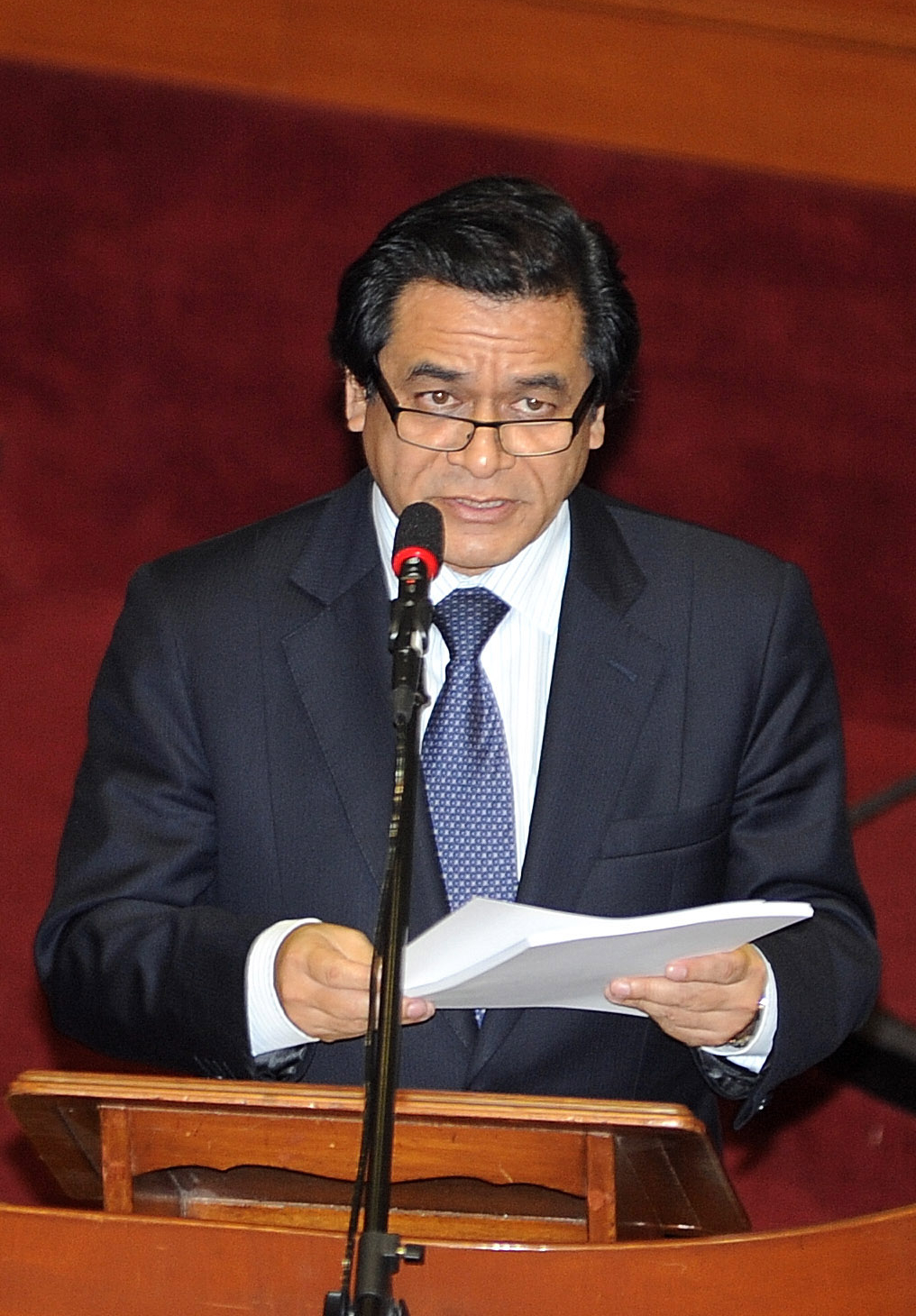
José Antonio Chang, exministro de educación peruano.

Los primeros chinos llegaron al Perú en 1849 para cumplir labores en las islas guaneras y las haciendas costeras, en 1950 los trabajadores chinos iban reemplazando a la población negra en las haciendas. Los obreros chinos permitieron un incremento notable de la producción de caña de azúcar y algodón debido a su conocimiento ancestral del trabajo agrícola y a su esfuerzo físico, esto permitió la estabilidad económica de sus patrones, la élite peruana.
En 1853 se prohíbe el ingreso de culíes y se inician protestas internacionales en contra del ingreso de la población China en el Perú, debido al trabajo semiesclavista al que eran sometidos. Pese a esto, la inmigración china fue en aumento debido a la gran rentabilidad del trabajo chino en las haciendas de la élite peruana, pero el interés no fue sólo de los hacendados sino también de los contratistas que transportaban a los semiesclavos desde China hacia Perú.
El chino, llega a Perú, bajo el nombre "culie". Los trabajadores chinos firmaban un contrato que los comprometía a trabajar durante ocho años para los hacendados por el pago de un peso semanal, diariamente se les repartía un poco de arroz y carne, anualmente se les repartía una frazada y dos trajes y con su dinero podían comprar tocino, pan o pescado para mejorar su alimentación; también podían comprar opio conseguido por comerciantes, esto último originó un incremento en el ingreso del opio vendido por Inglaterra al Perú que aumentó de 16 787 libras en 1855 a 415 691 en 1879.
Generalmente los culíes eran embarcados en Macao en condiciones insalubres, lo que originaba muertes durante su traslado; esto generó un escándalo para el Perú en 1872 cuando la embarcación peruana María Luz fue detenida en Japón debido a que un chino había escapado de la embarcación nadando hasta conseguir ayuda y denunciar los maltratos dentro del María Luz. Este escándalo internacional generó una reforma para la inmigración de chinos hacia el Perú.
Los últimos culíes llegaron a Perú en 1874 y luego de la Guerra del Guano y Salitre (1879-1883), la población de origen chino fue diversificándose en las áreas urbanas y rurales de la costa peruana; al finalizar la guerra las condiciones de la población china fueron variando integrándose plenamente a la vida social peruana. Desde su llegada al Perú, muchos chinos habían sufrido de esclavitud y durante la guerra contra Chile, muchos chinos vieron en los chilenos su salvación a cambio de delatar a los peruanos.
Otra ola migratoria china se registró a principios del siglo XX, pero esta vez por familias y bajo otras condiciones.
Con una historia desde su llegada al Perú a mediados del siglo XIX, la cultura chino-cantonesa que se desarrolló en estas tierras revolucionó la gastronomía de los peruanos, mereciéndose el reconocimiento internacional para quienes hayan tenido oportunidad de degustarla al visitar este país.

#### Teorías de inmigración china precolombina
Ha habido propuestas de que en tiempos prehispánicos, hubo ligeros contactos entre las Civilizaciones andinas y la Civilización china, los cuales predominarían en la región norte del Perú (sobre todo en Lambayeque). Entre estas especulaciones están las de: 
- La teoría de una segunda oleada migratoria a América (hace 6.000-12.000 años) por parte de chinos, austronesios, polinesios y melanesios.
- La teoría de la Navegación de los Yin al Oriente (un éxodo de chinos hacia América para escapar de las dinastías Yin y Shang durante el 1500 AC).
- Hipótesis del origen del Reino sicán y la Cultura lambayeque a través de Naylamp como un emisario chino en la Civilización mochica.
- Hipótesis del origen del Imperio Chimú a través de Tacaynamo como un emisario chino en la Civilización moche.

Muchas de estas hipótesis no tienen muchas pruebas totalmente convincentes en la comunidad académica, pero se suele fundamentar estas al apelar por las muchas coincidencias étnicas y culturales entre ambas civilizaciones de la Antigüedad, como podrían ser: que muchos vocablos amerindios tienen una pronunciación homófona y un significado similar a sus contrapartes chinas, que hay algunas inscripciones que podrían contener Ideogramas chinos o referencias a Dioses chino, que se presenten rasgos físicos comunes (como la baja estatura, delgadez y piel cobriza), similitudes en el estilo musical con una escala pentatónica, la práctica de sepultar a los fallecidos en fosas comunes, la práctica de deificar a las montañas (Apu), dibujos en piedras y cerámicas con simbología del Folclore Chino y la filosofía de la Escuela del Ying-Yang, la apariencia similar de los adornos de monarcas fallecidos (como el Señor de Sipán y los Señores de Mancheng), posibles representaciones de Manchúes en Huacos. Autores que defienden estas tesis han sido Fernando de Trazegnies, Betty Meggers, José Antonio Bravo, Wang Quanfu, Wu Ruigen, entre otros.

### Inmigración japonesa

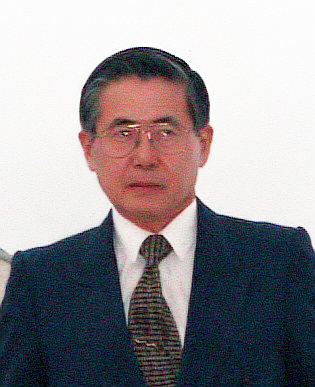
Alberto Fujimori, expresidente del Perú.

La colectividad descendiente del Japón se estima en 200 000 nikkeis, una de las comunidades más grandes de Latinoamérica. En mayor medida habitan en la costa central y en algunas poblaciones de la selva como en Puerto Maldonado.
La inmigración japonesa al Perú se inició en 1899, con la llegada de los primeros japoneses —provenientes de la isla de Okinawa— con el fin de trabajar en las haciendas costeñas. Sin embargo, con el tiempo se trasladaron a otras localidades del interior, dedicándose principalmente al comercio.
Luego de los estragos de la Segunda Guerra Mundial, la comunidad nikkei peruana continuó con sus actividades, principalmente a través de la práctica de tradiciones heredadas de sus ancestros.
Festividades como la celebración del Año Nuevo (Shinnenkai), el Día de las Niñas (Hinamatsuri), el Día del Niño (Kodomo no Hi), festividades budistas como el Obón y el Ohigan, entre otras, continúan siendo preservadas por los nikkei.
Con una clara identidad como peruanos, los nikkei han sabido también conservar precisamente algunas de las costumbres y tradiciones que trajeron consigo sus padres y abuelos, y que son parte de una herencia natural. Los peruanos de ascendencia japonesa, otrora vistos como una comunidad “cerrada”, son por hoy ciudadanos que se desempeñan en todos los campos. Sus raíces y orígenes, de las cuales muchos conservan una memoria siempre presente, son así parte de sus recuerdos y vivencias, que sin duda enriquecen su identidad como peruanos.

### Inmigración coreana
La comunidad coreana calcula sus descendientes entre 800 a 2000 personas asentadas en mayor medida en Lima. Su proceso de migración se inició en la década de 1990.

### Inmigración árabe

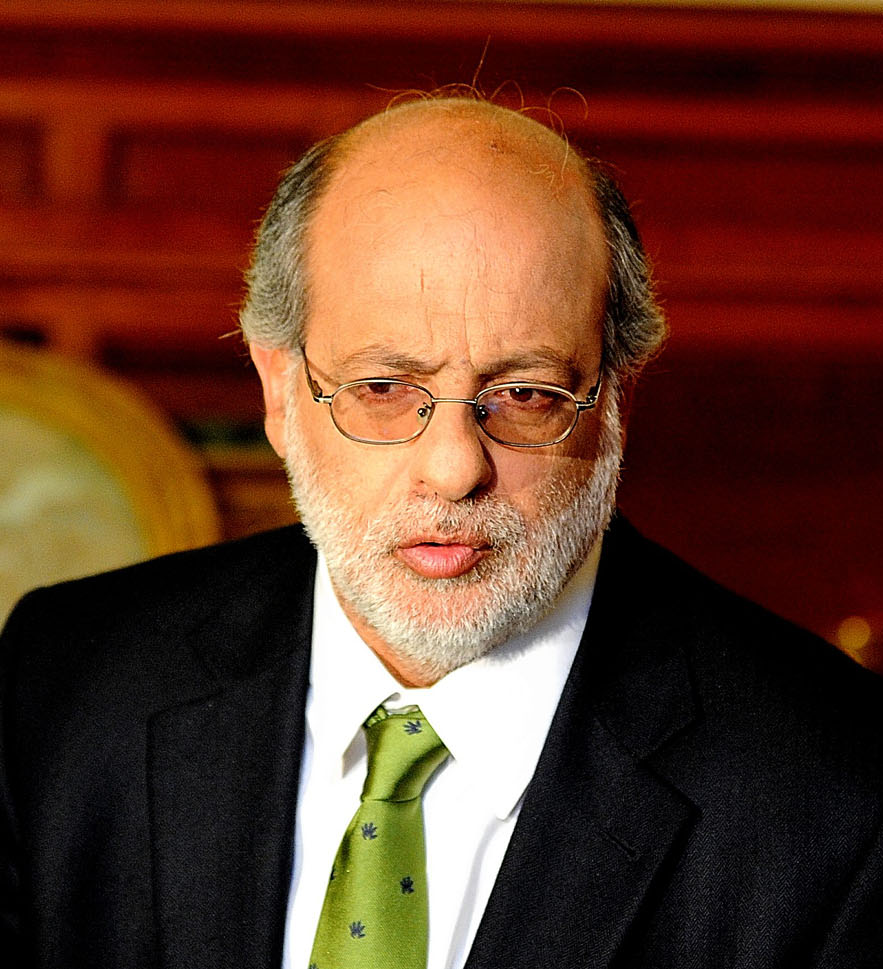
Daniel Abugattás, expresidente del Congreso del Perú.

La historia de la llegada de los musulmanes al Perú se suscribe con la llegada de los barcos españoles al Perú, desembarcaron también muchos musulmanes supuestamente conversos, a pesar de que estuvieran prohibidos, los musulmanes llegados al Perú legaron mucho de su arte. Por ejemplo, hasta ahora se pueden observar en la ciudad de Lima (e iniciadas en la Lima colonial) construcciones con diseños mudéjares, tales como las casonas de dos plantas, organizadas como habitaciones en cuadrángulo y abiertas hacia un patio interior cuadrado al que se llega a través de un zaguán acoderado, denotando claramente su origen andaluz. En cuanto a comida, introdujeron postres como los mazapanes, turrones, alfeñiques y mazamorras. Y en música, la zarabanda y las zambras, dado que su presencia data desde los inicios del virreinato se puede estimar que alrededor de un 5% de la población total tiene en algún grado sangre mora.
En cuanto a las últimas migraciones árabes dadas en el siglo XIX y XX, las colectividades con origen del Medio Oriente en gran medida son libaneses, luego sirios y palestinos. En muy menor cuantía los árabes descendientes y otras poblaciones de otras zonas geográficas de Asia como pakistaníes, así como norteafricanos (marroquíes). Los ingresos de árabes al Perú se estiman en 10 mil personas, básicamente de Palestina, Siria y Líbano. Sus descendientes directos oscilan en 60 mil habitantes, representando alrededor del 0,2% del total nacional.[cita requerida]

### Inmigración judía
La historia de los judíos en el Perú se remonta a inicios del siglo XX, con orígenes muy diversos como consecuencia de su diáspora; entre ellos están los alemanes, polacos, rusos, turcos, etc. La mayoría de origen asquenazí, con raíces en Europa Central y Oriental, aunque también existen otros grupos étnicos, especialmente de origen sefardí. Con el paso de los años, la población judía en el Perú ha ido disminuyendo en detrimento de otros lugares en el mundo, principalmente Israel. La población hebrea en el país andino está compuesta por unos 3000 miembros.
Los descendientes judíos en el Perú son en mayor medida de ascendencia askenazis o de Europa Central y del Este (Alemania, Hungría, Checoslovaquia, Rusia, Rumania, Polonia, etc.), (16 000 descendientes), la gran mayoría de ellos arribaron al Perú a principios del siglo XX. También hay pequeños grupos sefardíes provenientes a finales del siglo XIX y siglo XX desde Marruecos, Turquía y Grecia.

### Inmigración gitana
La población de origen gitano en el Perú no es numerosa, provienen de Europa Oriental, aunque a predominio de los ex territorios del Imperio Otomano e incluso de Turquía. Dentro de sus principales oficios se encontraban la calderería y el trabajo con metales, principalmente cobre, así como la venta de caballos. Tras la introducción del acero inoxidable y la modernización del transporte, se dedicaron a la compraventa de carros. A su vez se subdividen en dos grupos: los leasa y los jorajai, sobre la base de su procedencia.

### Inmigración india
Los primeros inmigrantes de la India que han llegado al Perú eran hombres de negocios que habían ido allí a principios de los años 1960.

## Inmigración oceánica

### Inmigración polinesia
Existe un episodio amargo en nuestra historia republicana de lo que se ha escrito muy poco: los secuestros que sufrieron los nativos de las islas de la Polinesia (Islas Atolón, Rapa Nui, Nukulaelae, Rotuma, Funafuti, Islas Cook, etc) en manos de comerciantes peruanos entre los años 1862 y 1864. Los polinesios que llegaron al Perú fueron en su gran mayoría Rapanui, además de también Tokelauanos y Micronesios, todos procedentes desde la Isla de Pascua hasta las Islas Gilbert, traídos por invitación del aventurero colonial Joseph Charles Byrne hacia el gobierno peruano (el cual le otorgó 5 años de permiso para traer un lote de mano de obra de indígenas del Pacífico, cuya raza era imaginada como "atlética y fuerte, sin los vicios de los chinos"); estos inmigrantes polinesios fueron apodados "Canaca" entre la sociedad peruana. Tras la abolición de la esclavitud con el gobierno de Ramón Castilla en 1852, los grandes hacendados costeños buscaron nuevas fuentes de mano de obra barata. 32 barcos de Perú, Chile y España alcanzaron 30 islas de Polinesia y Micronesia, secuestrando a la fuerza y a veces con la connivencia de los jefes de las islas, a más de 3600 personas para ser llevadas al puerto del Callao. Se calcula que el 40% de la población del conjunto de islas de la Polinesia fue secuestrada por los barcos peruanos. Es el mayor descalabro demográfico de las islas polinesias. Solo se firmaron algunos contratos de trabajo con menos del 30% del total (usualmente con términos desventajosos y con engaños de que iban a trabajar en las islas cercanas de la Polinesia Francesa y los Territorios británicos del Pacífico Occidental en vez de a otro continente), mientras que la gran mayoría fueron extraídos por la fuerza, habiendo incluso combates militares, y haciéndolos pasar por las autoridades del Callao (cómplice de los crímenes) como "migrantes culíes" y "chino-cholos" con nombres falsos; casi todos serían llevados a las Islas Chincha a extraer guano, a las haciendas del norte en La Libertad y Piura a plantar azúcar, o para hacer servicios domésticos en hogares de Lima e Ica,  y en un 90% terminarían muriendo por las condiciones penosas o enfermedades a los que no tenían inmunición (entre los fallecidos se encontraba la nobleza rapanui y su clero, la elite culta que sabía descifrar la escritura Rongo rongo y el significado de los Moái); pese a todo, las autoridades peruanas negaron las acusaciones de Genocidio y Crimen de guerra por parte de observadores extranjeros (como William Bollaert), y echaron la culpa al sector empresarial, calificándolo como una iniciativa puramente privada (a pesar de que muchos de los traficantes de esclavos eran políticos y militares importantes, que terminarían volviéndose héroes nacionales tras la guerra del Pacífico, como Miguel Grau o Aurelio García). El gobierno peruano se vio obligado, por presión de autoridades inglesas, francesas y de la Iglesia católica, a tratar de repatriar a los "Canaca" restantes, además de arrestar a los involucrados como Joan Maristany.

"Estos nuevos emigrantes son de una raza infinítamente superior tanto física como moralmente a los chinos. No tienen nada de los ojos inclinados y apariencia áspera de aquellos, y en muchas formas son como los “chino-cholos” de nuestras costas. Sus ojos son grandes y sus dientes son blancos, y el aire de inocencia y humildad que uno nota en su apariencia, causa una buena impresión en aquellos que los miran”.
Diario El Comercio, 1862

El historiador Henry Evans Maude hizo un cálculo aproximado del número de polinesios que migraron al Perú durante estas incursiones piratas, donde solo el 39% (unos 3125) serían repatriados, y de estos solo un 5% (unos 157) volverían con vida. A su vez, se sabe que no todos los polinesios raptados fueron devueltos a las islas correctas, y hubo un caso donde unos 38 polinesios (provenientes de Kiribati, Tonga y Tuvalu) varados en la Isla del Coco (Costa Rica) fueron rescatados por la goleta Tumbes y reasentados en Paita (donde se integraron).
| Ubicación      | Número de migrantes |
| -------------- | ------------------- |
| Isla de Pascua | 1407                |
| Otras Islas    | 1915                |
| Micronesia     | 312                 |
| Total          | 3634                |

Pese a las repatriaciones, hubo contingentes de polinesios que decidieron seguir viviendo en Perú y forjaron algunas familias (por ejemplo, un Rapanui de nombre Hito, al trabajar de Ballenero por Pacasmayo, dio testimonio de ver a un rapanui casado con una mujer peruana a fines del siglo XIX), manteniendo contacto con sus familiares en Polinesia y enviándoles mantas u otras baratijas del Perú, además de aportar algunos términos en el léxico local, como canaquear (que significa "frecuentar entre hermanos"). Durante la guerra del Pacífico se presentaron testimonios emotivos en el que, durante la Ocupación de Lima, soldados pascuenses (al servicio del Ejército Chileno) llegaron a encontrarse con colonias de familias rapanuis peruanizadas (algunos sirviendo al Ejército peruano), sintiendo conmoción y pena por tener que luchar con sus compatriotas, que además estaban en una lamentable situación de aislamiento con el resto de la comunidad rapanui. Sin embargo, los contingentes rapanuis en ambos bandos no están bien documentado ya que no fueron clasificados (según su etnia) en los archivos militares, o incluso eran soldados de nombre desconocido o que posteriormente cambiaron su nombre. Aun así, se tiene seguridad de que ya había al menos 12 grumetes rapa nui en el ejército chileno desde 1870 (pero se tiene dudas sobre la historicidad de la participación de los oficiales Tepano, Araki y Pirivato). Aun así, es probable que estos soldados polinesios, al servicio de Chile, también se hubiesen asentado permanentemente, o hayan participado en las violaciones a la población peruana.

“La tradición oral nos cuenta que durante la batalla por la toma de Lima (…), entre las tropas chilenas se encontraba un soldado rapanui y en el asalto a una trinchera se encontró con un compatriota moribundo a quien alcanzó a contarle que su familia aún vivía en Rapanui y luego de abrazarse, lloraron y el isleño murió en brazos de su compañero”.
oficial rapanui Leviante Alejo Araki Araki (1922-1992)

En tiempos modernos, se han registrado en el Perú (tanto en cementerios como archivos nacionales) algunos apellidos polinesios como: Kepano, Pacarati, Teao, Kerebeli, Beli y Tuki; los cuales son una muestra de que han dejado descendencia en algunas partes de Lima-Callao, Chincha o Pisco. A su vez, algunos peruanos (que migraron a la comuna de Isla de Pascua) han forjado familias con polinesios y provocando pequeñas migraciones recíprocas de estos al Perú. También se han dado algunas fusiones culinarias entre la gastronomía peruana y polinesia, así como prácticas deportivas en Perú con Canoas polinesias.

#### Teorías de una inmigración polinesia prehispánica
Adicionalmente a la migración virreinal y post-colonial, ha habido teorías de que las Civilizaciones andinas Precolombina tuvieron contacto e intercambio de población con los pueblos polinesios. 
Estudios genéticos han logrado encontrar relaciones de parentesco entre los indios amazónicos con los pueblos aborígenes de Australia, Melanesia y la Polinesia. Otros estudios lograron encontrar un 10% del genoma de los indígenas americanos en el acervo genético Rapanui, lo cual podría reforzar la teoría de una relación transpacífica en tiempos prehispánicos (probablemente durante los años 1250 y 1430). Por otro lado, investigadores han teorizado que el Imperio incaico (durante el gobierno de Tupac Inca Yupanqui) habría realizado expediciones a la Polinesia, nombrándolas como las islas de "Ninachumbi" y "Anachumbi", y que habría traído al Tahuantinsuyo a algunos ejemplares de su población, además que algunos investigadores relacionan a los orejones (nobleza inca) con los Hanao E'epe (etnia legendaria de orejas grandes que incitaron a la construcción de los moais) que mencionan las tradiciones orales rapanui, y con ello refuerzan la teoría de que hubo intercambios de población recíprocos. Se ha teorizado que la práctica del Surf habría llegado al Perú prehispánico debido al contacto con Polinesios, sobre todo Hawaianos. También se ha demostrado que el Boniato es un tubérculo común y previo al contacto europeo, lo que podría reforzar la teoría de migraciones transpacíficas precolombinas hace 800-1200 años atrás.

## Inmigración extranjera en el Perú en la actualidad

### Estadísticas de la inmigración extranjera en el Perú durante elsigloXXI

#### 2010-2014
Según una publicación del INEI Perú alberga a un total de 223.419 residentes extranjeros, de la inmigración entre 1994 al 2016, correspondiente al 0,2% de la población de Perú. Se observa una mayoría masculina que alcanza el 67,9% de la población inmigrante y un componente femenino de 32,1%. Dentro de las principales características laborales de estos, el 19,9% corresponde a profesionales, científicos e intelectuales, siendo la muestra más representativa, seguido de estudiantes y empleados de oficina. El Perú también ha sido el destino de 10 861 naturalizaciones de distintas nacionalidades, destacan con el 25% ciudadanos de Estados Unidos, Argentina con el 11,67%, y España con el 9,8%.
Según los datos de 2012, el 32,3% de la PEA de la población inmigrante se desempeña como profesional, el 18,0% está conformado técnicos de nivel medio y trabajadores asimilados, el 16,2% corresponde a trabajadores calificados de los servicios personales, 8,4% los trabajadores no calificados de los servicios, y el 4,0% lo conforman obreros, operarios en minas y canteras y en la industria manufacturera y otros.
Los principales países de origen son los siguientes:
| Inmigración internacional Residentes extranjeros por países (1994-2013) | Inmigración internacional Residentes extranjeros por países (1994-2013) | Inmigración internacional Residentes extranjeros por países (1994-2013) | Inmigración internacional Residentes extranjeros por países (1994-2013) |
| País                                                                    | Población                                                               | Posición                                                                | Continente                                                              |
| ----------------------------------------------------------------------- | ----------------------------------------------------------------------- | ----------------------------------------------------------------------- | ----------------------------------------------------------------------- |
| Estados Unidos                                                          | 14 804                                                                  | 1                                                                       | América                                                                 |
| China                                                                   | 12 008                                                                  | 2                                                                       | Asia                                                                    |
| Bolivia                                                                 | 9183                                                                    | 3                                                                       | América                                                                 |
| Argentina                                                               | 5439                                                                    | 4                                                                       | América                                                                 |
| Brasil                                                                  | 4959                                                                    | 5                                                                       | América                                                                 |
| Ecuador                                                                 | 4126                                                                    | 6                                                                       | América                                                                 |
| Chile                                                                   | 3867                                                                    | 7                                                                       | América                                                                 |
| Alemania                                                                | 3392                                                                    | 8                                                                       | Europa                                                                  |
| Colombia                                                                | 3131                                                                    | 9                                                                       | América                                                                 |
| España                                                                  | 2948                                                                    | 10                                                                      | Europa                                                                  |
| Francia                                                                 | 2551                                                                    | 11                                                                      | Europa                                                                  |
| México                                                                  | 2474                                                                    | 12                                                                      | América                                                                 |
| Corea del Sur                                                           | 2164                                                                    | 13                                                                      | Asia                                                                    |
| Reino Unido                                                             | 2007                                                                    | 14                                                                      | Europa                                                                  |
| Venezuela                                                               | 1772                                                                    | 15                                                                      | América                                                                 |
| Italia                                                                  | 1757                                                                    | 16                                                                      | Europa                                                                  |
| Canadá                                                                  | 1699                                                                    | 17                                                                      | América                                                                 |
| India                                                                   | 1530                                                                    | 18                                                                      | Asia                                                                    |
| Rusia                                                                   | 1300                                                                    | 19                                                                      | Europa                                                                  |
| Cuba                                                                    | 1246                                                                    | 20                                                                      | América                                                                 |
| Otros                                                                   | 27 834                                                                  |                                                                         | Mundo                                                                   |
| TOTAL                                                                   | 223 419                                                                 |                                                                         |                                                                         |
| Fuente: INEI                                                            |                                                                         |                                                                         |                                                                         |

Entre todos los inmigrantes 123.419 son mujeres y 100.000 son hombres. El 50,3% reside en Lima, mientras que el 17.2% vive en la ciudad de Trujillo, el 3,7% radica en el departamento de Arequipa, en Loreto 3,4%, otro grupo menor residen en Cusco 2,2%, entre otros departamentos.
Por otro lado la oficina de Migraciones, en su apartado: Movimiento Migratorio de Ingreso y Salida, ciudadanos Extranjeros, según su país de nacionalidad publica los movimientos de ingresos y salidas de territorio nacional desde los años 2010 hasta 2014.
| Inmigración internacional Entradas que no registraron salidas, según Migraciones. 2010-2014 | Inmigración internacional Entradas que no registraron salidas, según Migraciones. 2010-2014 | Inmigración internacional Entradas que no registraron salidas, según Migraciones. 2010-2014 | Inmigración internacional Entradas que no registraron salidas, según Migraciones. 2010-2014 | Inmigración internacional Entradas que no registraron salidas, según Migraciones. 2010-2014 | Inmigración internacional Entradas que no registraron salidas, según Migraciones. 2010-2014 |
| País                                                                                        | 2010                                                                                        | 2011                                                                                        | 2012                                                                                        | 2013                                                                                        | 2014                                                                                        |
| ------------------------------------------------------------------------------------------- | ------------------------------------------------------------------------------------------- | ------------------------------------------------------------------------------------------- | ------------------------------------------------------------------------------------------- | ------------------------------------------------------------------------------------------- | ------------------------------------------------------------------------------------------- |
| Chile                                                                                       | 20 943                                                                                      | 102 259                                                                                     | 19 164                                                                                      | 6354                                                                                        | 3770                                                                                        |
| Estados Unidos                                                                              | 875                                                                                         | 4360                                                                                        | 8886                                                                                        | 6898                                                                                        | 5426                                                                                        |
| Ecuador                                                                                     | 9731                                                                                        | 9075                                                                                        | 9180                                                                                        | 9943                                                                                        | 9073                                                                                        |
| Argentina                                                                                   | 3129                                                                                        | 4113                                                                                        | 3262                                                                                        | 2881                                                                                        | 2706                                                                                        |
| Venezuela                                                                                   |                                                                                             |                                                                                             |                                                                                             | 813                                                                                         |                                                                                             |
| Colombia                                                                                    | 2652                                                                                        | 3195                                                                                        | 4462                                                                                        | 3014                                                                                        | 4101                                                                                        |
| Brasil                                                                                      | 1275                                                                                        | 2272                                                                                        | 2767                                                                                        | 2290                                                                                        | 1980                                                                                        |
| Bolivia                                                                                     | 7984                                                                                        | 9683                                                                                        | 7691                                                                                        | 6881                                                                                        | 5962                                                                                        |
| España                                                                                      | 2104                                                                                        | 1995                                                                                        | 2305                                                                                        | 2845                                                                                        | 1991                                                                                        |
| Francia                                                                                     | 472                                                                                         | 638                                                                                         | 1251                                                                                        |                                                                                             | 615                                                                                         |
| Canadá                                                                                      | 543                                                                                         | 792                                                                                         | 2337                                                                                        |                                                                                             |                                                                                             |
| México                                                                                      |                                                                                             |                                                                                             |                                                                                             |                                                                                             | 519                                                                                         |
| Otros                                                                                       | 5455                                                                                        | 9386                                                                                        | 12,607                                                                                      | 5490                                                                                        | 17 086                                                                                      |
| Total                                                                                       | 55 163                                                                                      | 147 768                                                                                     | 73 912                                                                                      | 47 049                                                                                      | 53 229                                                                                      |

#### 2018
Más de 960 mil extranjeros residían en el Perú al 2018. La población de extranjeros residentes en nuestro país llegó a 963 528 personas, de los cuales el 84,4 % son de Venezuela, 3,6 % Colombia, 1,3 % de España, Estados Unidos y Ecuador, en cada caso, 1,0 % Argentina, 0,9 % Chile y Brasil, en cada caso, 0,8 % China, entre otros. Esta información se puede visualizar en la siguiente tabla con números aproximados a los porcentajes correspondientes:
| Residentes extranjeros por países (2018) | Residentes extranjeros por países (2018) | Residentes extranjeros por países (2018) | Residentes extranjeros por países (2018) |
| País                                     | Población                                | Posición                                 | Continente                               |
| ---------------------------------------- | ---------------------------------------- | ---------------------------------------- | ---------------------------------------- |
| Venezuela                                | 813.217                                  | 1                                        | América                                  |
| Colombia                                 | 34.687                                   | 2                                        | América                                  |
| Estados Unidos                           | 14.804                                   | 3                                        | América                                  |
| España                                   | 12.525                                   | 4                                        | Europa                                   |
| Ecuador                                  | 10.845                                   | 5                                        | América                                  |
| Argentina                                | 9.635                                    | 6                                        | América                                  |
| Chile                                    | 8.671                                    | 7                                        | América                                  |
| Brasil                                   | 8.068                                    | 8                                        | América                                  |
| China                                    | 7.708                                    | 9                                        | Asia                                     |
| Otros                                    | 43.358                                   |                                          | Mundo                                    |
| TOTAL                                    | 963.528                                  |                                          |                                          |
| Fuente: INEI                             |                                          |                                          |                                          |

### Población joven en la inmigración extranjera al Perú
De acuerdo con la información proporcionada por la Superintendencia Nacional de Migraciones y recopilada por el INEI, el número de extranjeros de 15 a 29 años de edad que estarían residiendo en el país hasta el fin del año 2022 asciende a 559 mil 928 personas y que representó el 42,5% del total de la población extranjera en el Perú.
| Posición     | País           | Jóvenes residentes | Porcentaje (%) |
| ------------ | -------------- | ------------------ | -------------- |
| 1°           | Venezuela      | 507 370            | 90,6           |
| 2°           | Colombia       | 16 950             | 3,0            |
| 3°           | Argentina      | 4055               | 0,7            |
| 4°           | Ecuador        | 3956               | 0,7            |
| 5°           | Chile          | 3628               | 0,6            |
| 6°           | Estados Unidos | 3124               | 0,6            |
| 7°           | Brasil         | 3080               | 0,6            |
| 8°           | Bolivia        | 2541               | 0,5            |
| 9°           | Cuba           | 1380               | 0,2            |
| 10°          | China          | 1319               | 0,2            |
| 11°          | Países Bajos   | 1151               | 0,2            |
| 12°          | México         | 1098               | 0,2            |
| 13°          | Francia        | 949                | 0,2            |
| 14°          | Uruguay        | 918                | 0,2            |
| 15°          | España         | 905                | 0,2            |
| 16°          | Alemania       | 858                | 0,2            |
| 17°          | Canadá         | 553                | 0,1            |
| 18°          | Reino Unido    | 501                | 0,1            |
| 19°          | Italia         | 363                | 0,1            |
| Otros países | Otros países   | 5229               | 0,9            |
| Total        | Total          | 559 228            | 100,0          |

### Naturalización de ciudadanos extranjeros

#### Marco legal
La naturalización de ciudadanos extranjeros en el Perú tiene como base legal la Ley N°26574 publicada por primera vez en el diario oficial El Peruano en 1996 y más conocida como "Ley de Nacionalidad". Según el artículo 3 del capítulo I de esta Ley, son peruanos por naturalización:
1. Las personas extranjeras que expresan su voluntad de serlo y que cumplen con los siguientes requisitos:
  - Residir legalmente en el territorio de la República por lo menos dos años consecutivos.
  - Ejercer regularmente profesión, arte, oficio o actividad empresarial.
  - Carecer de antecedentes penales, tener buena conducta y solvencia moral.
2. Las personas extranjeras residentes en el territorio de la República a las que, por servicios distinguidos a la Nación peruana, a propuesta del Poder Ejecutivo, el Congreso de la República les confiere este honor mediante Resolución Legislativa

Y luego de la aprobación en el Congreso de la Ley N.º 30941 y su posterior promulgación por el gobierno peruano en mayo de 2019:
1. Los deportistas calificados de origen extranjero que residan en el territorio de la República y que expresen su voluntad de ser peruanos y de representar al Perú en los eventos deportivos oficiales. En estos casos, el Instituto Peruano del Deporte elevará la propuesta al Poder Ejecutivo, el cual podrá conferir la nacionalidad peruana mediante resolución suprema.

Además, según el artículo 4 del capítulo I de la misma Ley, pueden ejercer el derecho de opción para adquirir la nacionalidad peruana:
1. Las personas nacidas fuera del territorio de la República, hijos de padres extranjeros, que residen en el Perú desde los cinco años y que al momento de alcanzar la mayoría de edad, según las leyes peruanas, manifiestan su voluntad de serlo ante la autoridad competente.
2. La persona extranjera unida en matrimonio con peruano o peruana y residente, en esta condición, en el territorio de la República por lo menos dos años, que expresa su voluntad de serlo ante la autoridad competente. El cónyuge naturalizado por matrimonio no pierde la nacionalidad peruana en caso de divorcio o fallecimiento del cónyuge.
3. Las personas nacidas en el territorio extranjero, hijos de padre o madre peruanos, que a partir de su mayoría de edad, manifiestan su voluntad de serlo ante autoridad competente.

Toda naturalización de ciudadanos extranjeros nacidos tanto dentro como fuera del territorio peruano que cumplan con los requisitos estipulados en la Ley N°26574 está a cargo de la Superintendencia Nacional de Migraciones. En diciembre del año 2016, se inauguró la "Sala de la Nacionalidad Peruana" en la sede oficial de Migraciones ubicada en el distrito de Breña, en Lima. Esta sala se destinó para realizar las ceremonias de juramentación de las ciudadanos extranjeros que acaban sus procesos de naturalización.

#### Estadísticas de ciudadanos extranjeros naturalizados
Según el INEI, durante el periodo 2010-2018, los ciudadanos extranjeros naturalizados solo mediante matrimonio con peruanos y peruanas sumaron un total de 4,548. El 52% de los extranjeros naturalizados son hombres, mientras que el 48% son mujeres. Para diciembre de aquel año 2018, se llegó a la cifra de 1,730 ciudadanos extranjeros naturalizados desde la inauguración de la "Sala de la Nacionalidad Peruana" en la sede central de Migraciones en Lima, en diciembre del año 2016.
Esta misma cifra de ciudadanos extranjeros naturalizados llegó a 4,247 durante febrero del año 2023, según la propia Superintendencia Nacional de Migraciones. Desde diciembre de 2016, un total de 3,407 personas consiguieron naturalizarse mediante matrimonio, lo que representó alrededor de 80% de todas las naturalizaciones y la forma más popular de conseguir la nacionalidad peruana. Además, un total de 391 personas se naturalizaron al cumplir la mayoría de edad siendo hijo o hija de padres peruanos en el exterior.
Recientemente, la Superintendencia Nacional de Migraciones volvió a actualizar las cifras de naturalizaciones en julio del año 2023, llegando a un total de 4,614 ciudadanos extranjeros naturalizados, de los cuales el 78.6% consiguió la nacionalidad peruana mediante matrimonio.
| 2001 | 2002 | 2003 | 2004 | 2005 | 2006 | 2007 | 2008 | 2009 | 2010 | 2011 | 2012 | 2013 | 2014 | 2015 | 2016 | 2017 | 2018 | 2019 | 2020 | Total  |
| ---- | ---- | ---- | ---- | ---- | ---- | ---- | ---- | ---- | ---- | ---- | ---- | ---- | ---- | ---- | ---- | ---- | ---- | ---- | ---- | ------ |
| 589  | 544  | 658  | 715  | 786  | 770  | 747  | 938  | 1022 | 1032 | 1211 | 1132 | 749  | 604  | 651  | 763  | 972  | 781  | 623  | 160  | 15 502 |

| Posición     | País           | Nacionalizados | Porcentaje (%) |
| ------------ | -------------- | -------------- | -------------- |
| 1°           | Estados Unidos | 3007           | 19,4           |
| 2°           | Venezuela      | 1828           | 11,8           |
| 3°           | Argentina      | 1442           | 9,3            |
| 4°           | España         | 1341           | 8,7            |
| 5°           | Colombia       | 931            | 6,0            |
| 6°           | Chile          | 760            | 4,9            |
| 7°           | Cuba           | 701            | 4,5            |
| 8°           | Bolivia        | 571            | 3,7            |
| 9°           | Brasil         | 452            | 2,9            |
| 10°          | Italia         | 391            | 2,5            |
| 11°          | México         | 329            | 2,1            |
| 12°          | Francia        | 309            | 2,0            |
| 13°          | Ecuador        | 306            | 2,0            |
| 14°          | China          | 265            | 1,7            |
| 15°          | Canadá         | 203            | 1,3            |
| Otros países | Otros países   | 2666           | 17,2           |
| Total        | Total          | 15 502         | 100,0          |

| 2010 | 2011 | 2012 | 2013 | 2014 | 2015 | 2016 | 2017 | 2018 | Total |
| ---- | ---- | ---- | ---- | ---- | ---- | ---- | ---- | ---- | ----- |
| 380  | 503  | 527  | 352  | 393  | 525  | 613  | 707  | 548  | 4548  |

| País                 | Nacionalizados | Porcentaje (%) |
| -------------------- | -------------- | -------------- |
| Colombia             | 548            | 12,0           |
| Venezuela            | 434            | 9,5            |
| España               | 354            | 7,8            |
| Cuba                 | 350            | 7,7            |
| Bolivia              | 270            | 5,9            |
| Estados Unidos       | 258            | 5,7            |
| Argentina            | 228            | 5,0            |
| Brasil               | 188            | 4,1            |
| Italia               | 170            | 3,7            |
| Francia              | 153            | 3,4            |
| Ecuador              | 152            | 3,3            |
| México               | 135            | 3,0            |
| República Dominicana | 125            | 2,7            |
| Chile                | 119            | 2,6            |
| Rusia                | 92             | 2,0            |
| Reino Unido          | 69             | 1,5            |
| Países Bajos         | 56             | 1,2            |
| Uruguay              | 53             | 1,2            |
| Suiza                | 44             | 1,0            |
| Canadá               | 43             | 0,9            |
| Pakistán             | 42             | 0,9            |
| Bélgica              | 40             | 0,9            |
| China                | 32             | 0,7            |
| Rumania              | 31             | 0,7            |
| Marruecos            | 30             | 0.7            |
| Ucrania              | 29             | 0,6            |
| Nicaragua            | 27             | 0,6            |
| El Salvador          | 27             | 0,6            |
| Guatemala            | 23             | 0,5            |
| Panamá               | 22             | 0,5            |
| Otros países         | 404            | 8,9            |
| Total                | 4548           | 100,0          |

| Fecha (año)      | Total acumulado | Incremento | Crecimiento (%) | Crecimiento total (%) |
| ---------------- | --------------- | ---------- | --------------- | --------------------- |
| Diciembre (2017) | 428             | 428        | (+)             | 978,0%                |
| Marzo (2018)     | 547             | 119        | 27,8%           | 978,0%                |
| Julio (2018)     | 1022            | 475        | 86,8%           | 978,0%                |
| Enero (2019)     | 1398            | 376        | 36,8%           | 978,0%                |
| Marzo (2019)     | 1533            | 135        | 9,7%            | 978,0%                |
| Febrero (2023)   | 4272            | 2,739      | 178,7%          | 978,0%                |
| Julio (2023)     | 4614            | 342        | 8,0%            | 978,0%                |

### Carnés de Extranjería
El Carné de Extranjería es el documento que acredita a uno como extranjero residente del Perú y es emitido por la Superintendencia Nacional de Migraciones. Con este documento uno puede: trabajar, estudiar, emprender negocios, integrar al sistema de salud pública, adquirir una línea postpago, acceder a créditos bancarios y más. El Carné de Extranjería tiene una vigencia de 4 años si se es mayor de edad, mientras que en los menores de edad dura 3 años. Si uno cuenta con la Calidad Migratoria Permanente, la vigencia puede durar 5 años.
En 2023 se estableció un carnet de residencia temporal. En ese tiempo se estableció un tiempo límite para obtener los permisos temporales de residencial, lo cual las personas que estén en situación irregular pasarán a ser retenidas y retirados del país.
| Posición | Nacionalidad         | Carnés emitidos |
| -------- | -------------------- | --------------- |
| 1°       | Venezuela            | 381.683         |
| 2°       | Colombia             | 49.598          |
| 3°       | Ecuador              | 13.689          |
| 4°       | China                | 12.308          |
| 5°       | Argentina            | 9.701           |
| 6°       | Chile                | 9.613           |
| 7°       | Brasil               | 9.060           |
| 8°       | Estados Unidos       | 8.999           |
| 9°       | España               | 8.402           |
| 10°      | Bolivia              | 8.279           |
| 11°      | México               | 3.983           |
| 12°      | Italia               | 3.246           |
| 13°      | Cuba                 | 3.164           |
| 14°      | Francia              | 2.266           |
| 15°      | Alemania             | 2.208           |
| 16°      | Corea del Sur        | 1.478           |
| 17°      | Reino Unido          | 1.467           |
| 18°      | Uruguay              | 1.429           |
| 19°      | Japón                | 1.141           |
| 20°      | República Dominicana | 1.030           |
| 21°      | Canadá               | 967             |
| 22°      | Belice               | 964             |
| 23°      | Paraguay             | 915             |
| 24°      | India                | 819             |
| 25°      | Rusia                | 640             |
| 26°      | Suiza                | 589             |
| 27°      | Países Bajos         | 579             |
| 28°      | Guatemala            | 515             |
| 29°      | El Salvador          | 513             |
| 30°      | Portugal             | 503             |
| 31°      | Australia            | 500             |
| 32°      | Costa Rica           | 462             |
| 33°      | Honduras             | 404             |
| 34°      | Bélgica              | 390             |
| 35°      | Vietnam              | 350             |
| 36°      | Ucrania              | 335             |
| 37°      | Polonia              | 313             |
| 38°      | Nicaragua            | 304             |
| 39°      | Taiwán               | 304             |
| 40°      | Panamá               | 300             |
| 41°      | Filipinas            | 272             |
| 42°      | Turquía              | 250             |
| 43°      | Rumania              | 222             |
| 44°      | Pakistán             | 207             |
| 45°      | Israel               | 180             |
| 46°      | Austria              | 177             |
| 47°      | Suecia               | 162             |
| 48°      | Haití                | 159             |
| 49°      | Egipto               | 140             |
| 50°      | Irlanda              | 128             |
| 51°      | Sudáfrica            | 122             |
| 52°      | Serbia               | 121             |
| 53°      | Noruega              | 108             |
| 54°      | Dinamarca            | 92              |
| 55°      | Marruecos            | 85              |
| 56°      | Hungría              | 83              |
| 57°      | Nueva Zelanda        | 83              |
| 58°      | Bulgaria             | 74              |
| 59°      | Indonesia            | 74              |
| 60°      | República Checa      | 70              |

1. ↑  Los números de los Países Bajos incluyen a aquellos que declararon tanto la nacionalidad holandesa (698) como la nacionalidad neerlandesa (453).
2. ↑  Cifras actualizadas hasta el 31 de agosto de 2021.
3. ↑  Los números del Reino Unido incluyen a aquellos que declararon tanto la nacionalidad británica (1.454) como la nacionalidad inglesa (13).
4. ↑  Los números de los Países Bajos incluyen a aquellos que declararon tanto la nacionalidad holandesa (490) como la nacionalidad neerlandesa (89).